# Monumenti buddisti presso Sanchi
I monumenti buddisti presso Sanchi sono un complesso buddista, famoso per il suo grande stupa, sulla collina di Sanchi nel distretto di Raisen nello stato indiano di Madhya Pradesh. Si trova a 46 km a nord-est di Bhopal, capitale del Madhya Pradesh.
Il Grande stupa di Sanchi è una delle strutture in pietra più antiche dell'India e un importante monumento dell'architettura indiana. Fu originariamente commissionato dall'imperatore Mauryan, Ashoka il Grande nel III secolo a.C. Il suo nucleo era una semplice struttura emisferica in mattoni costruita sulle reliquie del Buddha. Era coronata dal "chhatra", una struttura simile a un parasole che simboleggiava l'alto rango, e aveva lo scopo di onorare e proteggere le reliquie. Il lavoro di costruzione originale venne supervisionato da Ashoka, la cui moglie Devi era la figlia di un mercante della vicina Vidisha. Sanchi era anche il suo luogo di nascita e il luogo del suo matrimonio e di quello di Ashoka. Nel I secolo a.C. furono aggiunti quattro torana (porte ornamentali) riccamente intagliate e una balaustra che circondava l'intera struttura. Lo stupa di Sanchi, costruito durante il periodo Mauryan, era stato realizzato con mattoni. Il complesso fiorì fino all'XI secolo.
Sanchi è il centro di una regione con numerosi stupa, tutti a pochi chilometri da Sanchi, incluso Satdhara (9 km a ovest di Sanchi, con 40 stupa e le reliquie di Sariputra e Mahamoggallana, ora custodite nel nuovo Vihara, sono state dissotterrate lì), Bhojpur (chiamato anche Morel Khurd, una collina fortificata con 60 stupa) e Andher (rispettivamente 11 km e 17 km a sud-est di Sanchi), e Sonari (10 km a sud-ovest di Sanchi). Più a sud, a circa 100 km di distanza, è Saru Maru. Bharhut è a 300 km a nord-est.
Lo stupa di Sanchi è raffigurato sul retro della banconota in valuta indiana di 200 rupie per indicare la sua importanza per il patrimonio culturale indiano.

## Panoramica

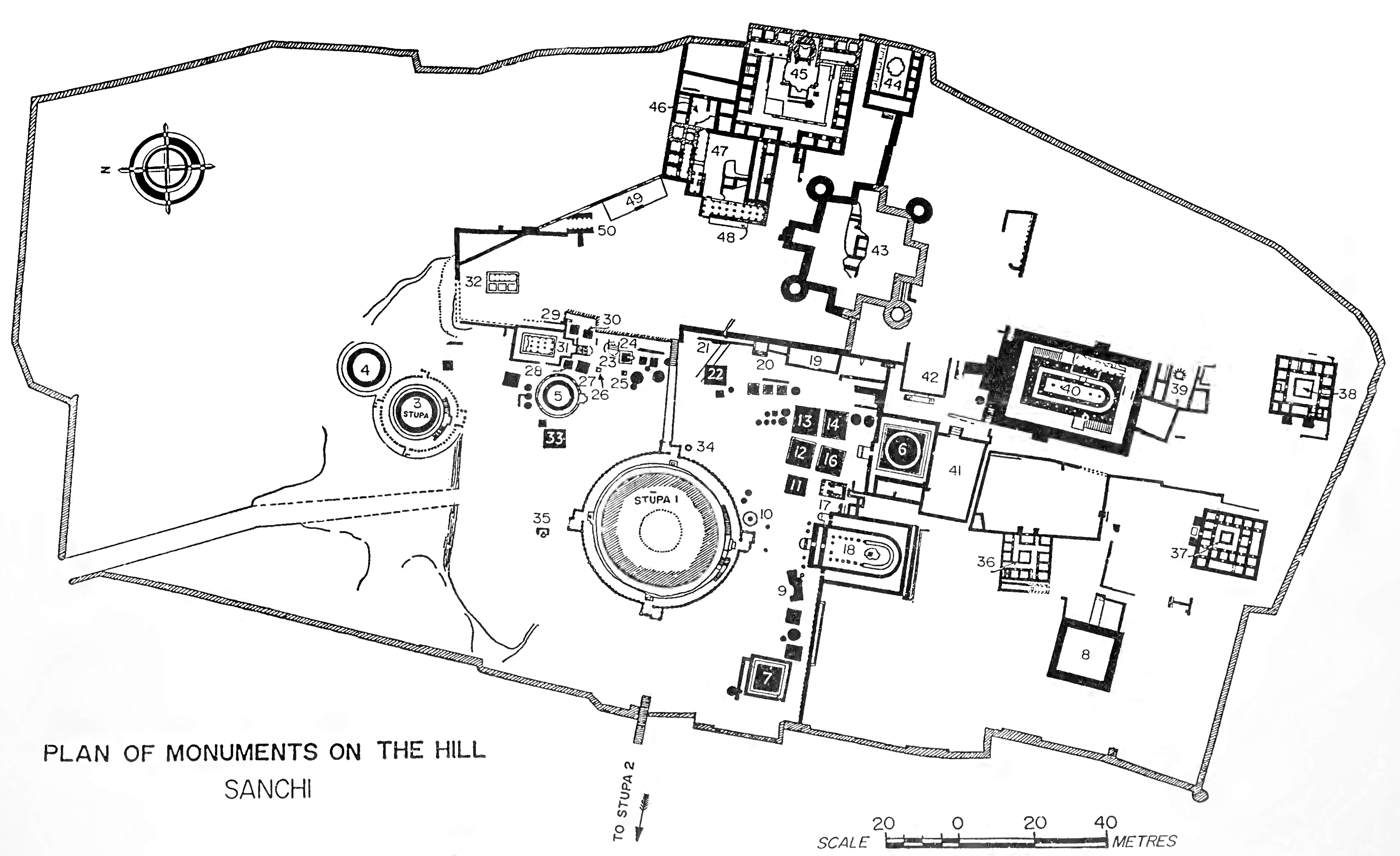
Pianta dei monumenti della collina di Sanchi, numerati da 1 a 50.

Il complesso di Sanchi oggi comprende una serie di monumenti buddisti a partire dal periodo dell'Impero Maurya (III secolo a.C.), continuando con il periodo dell'Impero Gupta (V secolo) e terminando intorno al XII secolo. È probabilmente il gruppo di monumenti buddisti meglio conservato in India. Il monumento più antico, e anche il più grande, è il Grande Stupa chiamato anche Stupa n. 1, inizialmente costruito sotto i Maurya, e adornato con uno dei Pilastri di Ashoka. Durante i secoli successivi, specialmente sotto gli Shunga e i Satavahana, il Grande Stupa fu ampliato e decorato con cancelli e ringhiere, e nelle vicinanze furono costruiti anche stupa più piccoli, in particolare lo Stupa n.2 e lo Stupa n.3.
Contemporaneamente furono costruite anche varie strutture di templi, fino al periodo dell'Impero Gupta e anche successivamente. Nel complesso, Sanchi racchiude la maggior parte delle evoluzioni dell'antica architettura indiana e dell'antica architettura buddista in India, dalle prime fasi del buddismo e dalla sua prima espressione artistica, al declino della religione nel subcontinente.

## Periodo Mauryan (III secolo a.C.)

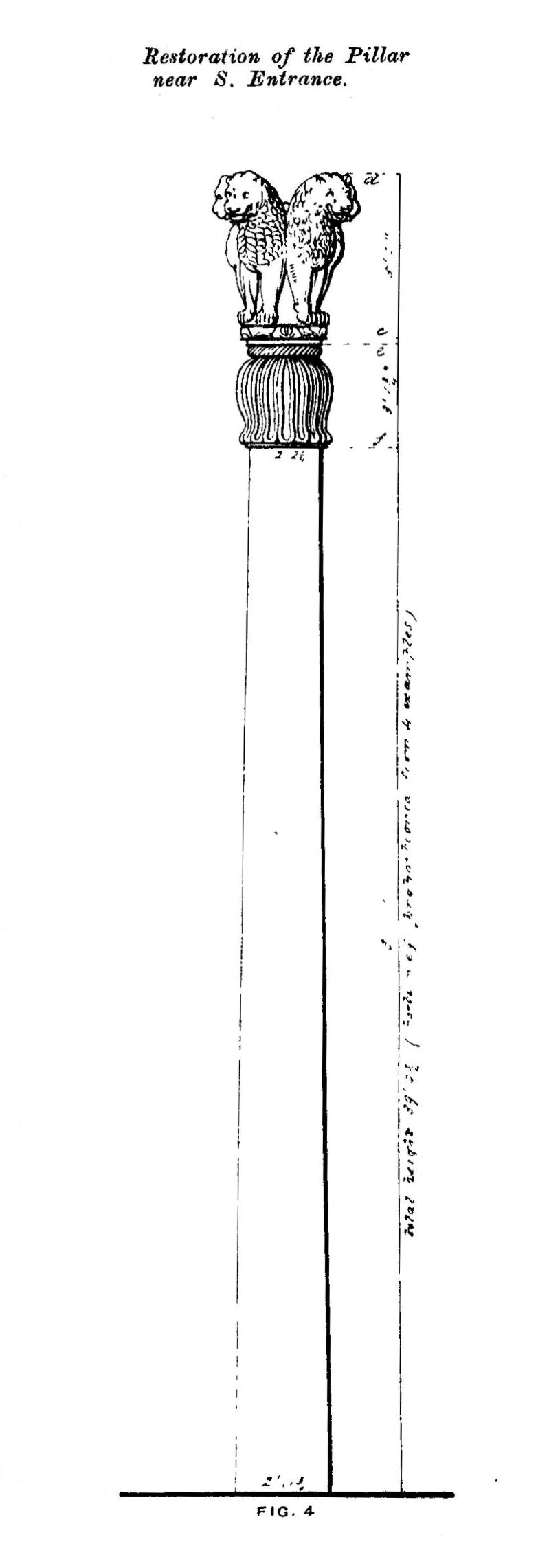
Il pilastro Ashoka a Sanchi.

Il "Grande Stupa" di Sanchi è la struttura più antica e fu originariamente commissionato dall'imperatore Ashoka il Grande dell'Impero Maurya nel III secolo a.C. Il suo nucleo era una struttura emisferica in mattoni costruita sulle reliquie del Buddha, con una terrazza rialzata che ne racchiudeva la base e una ringhiera e un ombrello di pietra sulla sommità, il "chatra", una struttura simile a un parasole a simboleggiare l'alto rango del personaggio. Lo stupa originale aveva solo circa la metà del diametro di quello odierno, che è il risultato dell'allargamento da parte dei Sunga. Era ricoperto di mattoni, in contrasto con le pietre che lo ricoprono ora.
Secondo una versione del Mahavamsa, la cronaca buddista dello Sri Lanka, Ashoka era strettamente collegato alla regione di Sanchi. Quando era ancora erede al trono e stava viaggiando come viceré a Ujjain, si dice che si fosse fermato a Vidisha (a 10 chilometri da Sanchi), e lì avesse sposato la figlia di un banchiere locale. Fu chiamata Devī e in seguito diede ad Ashoka due figli, Ujjeniya e Mahendra, e una figlia Sanghamitta. Dopo l'ascesa al trono di Ashoka, Mahendra guidò una missione buddista in Sri Lanka, inviata probabilmente sotto gli auspici dell'imperatore, e prima di partire per l'isola fece visita a sua madre a Chetiyagiri vicino a Vidisa, ritenuta Sanchi. Fu alloggiato in un sontuoso vihara o monastero.

## Pilastro di Ashoka

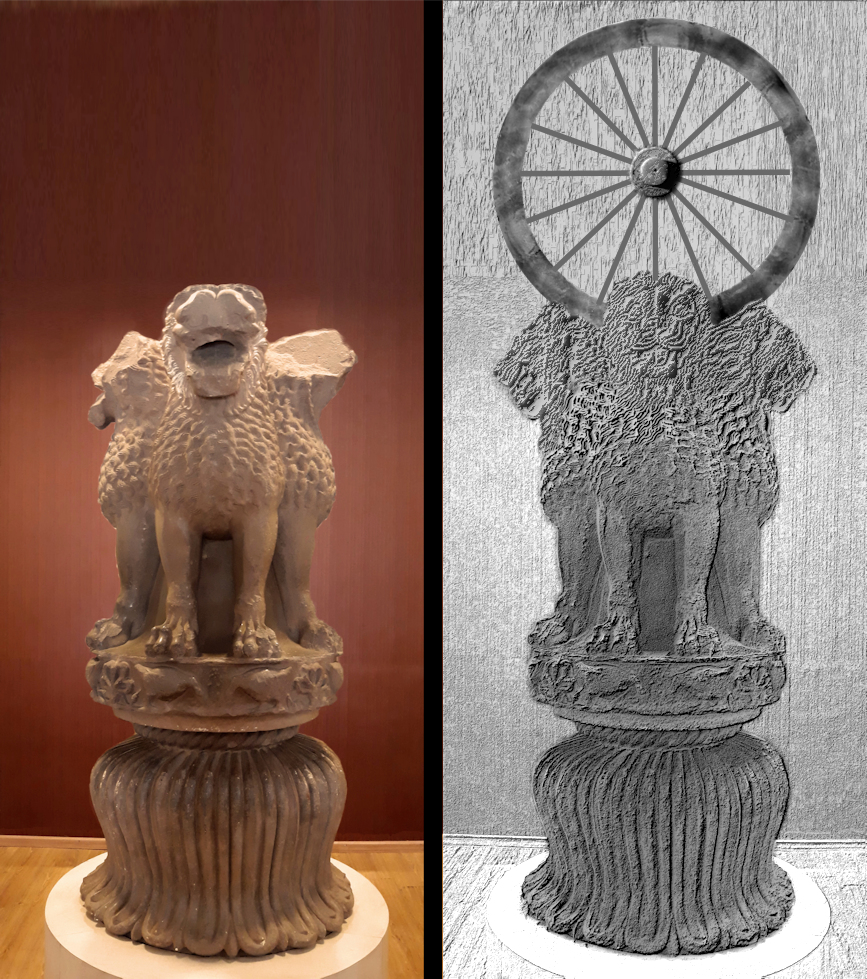
Il capitello del pilastro Sanchi di Ashoka, come scoperto (sinistra), e simulazione della sua forma originale (destra). Somiglia molto al capitello con leoni di Ashoka a Sarnath, ad eccezione dell'abaco, qui adornato con palmette e con oche poste di fronte, 250 a.C. Museo archeologico di Sanchi.

Sul lato della porta principale (torana) fu eretto un pilastro di arenaria finemente levigata, uno dei Pilastri di Ashoka. La parte inferiore del pilastro è ancora in piedi mentre quelle superiori sono presso il vicino Museo archeologico di Sanchi. Il capitello è costituito da quattro leoni, che probabilmente sorreggevano una Ruota della Legge, come suggerito anche da successive illustrazioni tra i rilievi di Sanchi. Il pilastro ha un'iscrizione Ashokan ("Editto Scisma") e un'iscrizione nel "Sankha Lipi" ornamentale del periodo Gupta. L'iscrizione Ashokan è incisa nei primi caratteri Brahmi. Sfortunatamente è molto danneggiata, ma gli ordini che contiene sembrano essere gli stessi registrati negli editti di Sarnath e Kausambi, che insieme formano i tre esempi noti dell'"Editto scisma" di Ashoka. Si riferisce alle sanzioni per lo scisma nel sangha buddista:
(Editto di Ashoka sul pilastro Sanchi.)
Il pilastro, quando integro, era alto circa 12,5 metri ed era costituito da un fusto monolitico tondo e leggermente rastremato, con capitello a campana sormontato da un abaco e coronato da quattro leoni addossati per il dorso, il tutto finemente rifinito e levigato a una lucentezza notevole dall'alto verso il basso. L'abaco è ornato da quattro palmette fiammeggianti separate l'una dall'altra da coppie di oche, simboli forse del gregge dei discepoli del Buddha. I leoni della cima, sebbene ormai alquanto sfigurati, testimoniano ancora l'abilità degli scultori.
L'arenaria in cui è scolpito il pilastro proveniva dalle cave di Chunar a diverse centinaia di chilometri di distanza, il che implica che i costruttori erano in grado di trasportare un blocco di pietra lungo più di 12 metri e del peso di quasi 40 tonnellate su tale distanza. Probabilmente usavano il trasporto su acqua, usando zattere durante la stagione delle piogge fino ai fiumi Gange, Jumna e Betwa.

### Tempio n. 40
Un'altra struttura che è stata datata, almeno in parte, al III secolo a.C., è il cosiddetto Tempio n. 40, uno dei primi esempi di templi indipendenti in India. Il Tempio n. 40 ha resti di tre diversi periodi, il primo risale all'età Maurya, che probabilmente lo rende contemporaneo alla creazione del Grande Stupa. Un'iscrizione suggerisce addirittura che potrebbe essere stato costruito da Bindusara, il padre di Ashoka. Il tempio originale del III secolo a.C. fu costruito su un'alta piattaforma rettangolare in pietra, di 26,52 × 14,00 × 3,35 metri, con due rampe di scale a est e a ovest. Si tratta di una sala absidale, probabilmente realizzata in legno. Fu bruciato nel II secolo a.C.
Successivamente, la piattaforma fu ampliata a 41,76 × 27,74 metri e riutilizzata per erigere una sala a pilastri con cinquanta colonne (5 × 10) di cui rimangono dei monconi. Alcuni di questi pilastri hanno iscrizioni del II secolo a.C. Nel VII o VIII secolo fu eretto un piccolo santuario in un angolo della piattaforma, riutilizzando alcuni dei pilastri e collocandoli nella posizione attuale.
| Ricostruzione approssimativa del Grande stupa con il pilastro di Ashoka, durante l'impero Mauryas nel 260 a.C. | - Resti del Pilastro Ashokan in pietra levigata (a destra della Porta meridionale), con il suo "Editto". - Sanchi, editto inciso sul pilastro di Ashoka, in-situ (dettaglio dell'immagine precedente). - Resti dell'asta del pilastro di Ashoka, sotto un capannone vicino alla Porta meridionale. - Vista laterale del capitello. Museo archeologico di Sanchi. |

Sulla base dell'Ashokavadana, si presume che lo stupa possa essere stato vandalizzato nel II secolo a.C., un evento che alcuni hanno collegato all'ascesa dell'imperatore Shunga, Pusyamitra Shunga, che aveva conquistato l'Impero Maurya come generale dell'esercito. È stato suggerito che Pushyamitra potrebbe aver distrutto lo stupa originale e che suo figlio Agnimitra lo abbia ricostruito. Lo stupa originale in mattoni era ricoperto di pietra durante il periodo Shunga.
Data la natura piuttosto decentralizzata e frammentaria dello stato Shunga, con molte città che battevano la propria moneta, nonché la relativa antipatia degli Shunga per il buddismo, alcuni autori sostengono che le costruzioni di quel periodo a Sanchi non possono davvero essere chiamate "Shunga". Non erano il risultato del patrocinio reale, in contrasto con quanto accaduto durante i Maurya, e la maggior parte delle dediche a Sanchi erano private o collettive, piuttosto che il risultato del mecenatismo reale.
Lo stile delle decorazioni del periodo Shunga a Sanchi ha una stretta somiglianza con quelle di Bharhut, così come le balaustre periferiche del Tempio di Mahabodhi a Bodh Gaya.

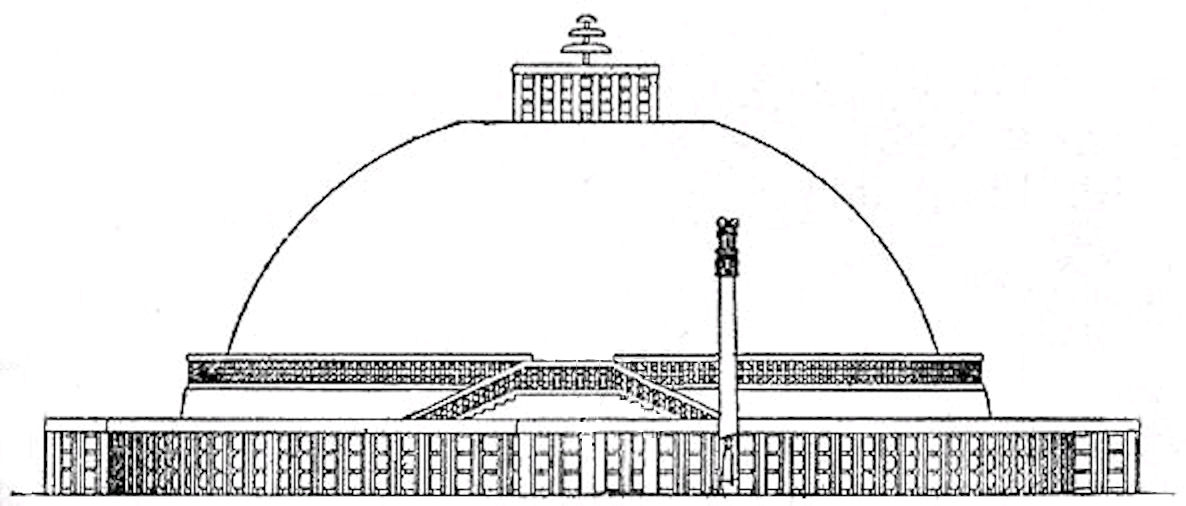
Il grande Stupa sotto gli Shunga. Raddoppiarono quasi il diametro dello stupa iniziale, racchiudendolo in pietra, e costruirono una balaustra e una ringhiera attorno ad esso.

Durante il successivo dominio degli Shunga, lo stupa fu ampliato con lastre di pietra fino a quasi il doppio delle sue dimensioni originali. La cupola era appiattita nella parte superiore e coronata da tre ombrelloni sovrapposti entro una ringhiera quadrata. Con i suoi numerosi livelli era un simbolo del dharma, la Ruota della Legge. La cupola era posta su un alto tamburo circolare destinato alla circumambulazione, al quale si accedeva tramite una doppia scalinata. Un secondo percorso in pietra a livello del suolo era racchiuso da una balaustra in pietra. Le ringhiere intorno allo Stupa n. 1 non hanno rilievi artistici. Queste sono solo lastre, con alcune iscrizioni dedicatorie. Questi elementi sono datati a circa il 150 a.C. o 175-125 a.C. Sebbene le ringhiere siano realizzate in pietra, sono copiate da un prototipo in legno e, come ha osservato John Marshall, le giunture tra le pietre di copertura sono state tagliate in obliquo, poiché il legno viene tagliato naturalmente e non verticalmente come dovrebbe essere tagliata la pietra. Oltre alle brevi registrazioni dei donatori, scritte sulle ringhiere in caratteri Brahmi, ci sono due iscrizioni successive aggiunte durante il periodo Gupta. Alcuni rilievi sono visibili sulla balaustra delle scale, ma sono probabilmente leggermente posteriori a quelli dello Stupa n.2, e sono datati al 125-100 a.C. Alcuni autori ritengono che questi rilievi, piuttosto rozzi e senza evidenti connotazioni buddiste, siano i rilievi più antichi di tutto il Sanchi, leggermente più antichi anche dei rilievi dello stupa di Sanchi n. 2.
| Grande Stupa (n. 1). Strutture e decorazioni del periodo Shunga (II secolo a.C.)                                                                                              | |
| Grande Stupa (Solo l'espansione dello stupa e le balaustre sono Shunga). Ringhiere a terra non decorate datate al 150 a.C. circa. Alcuni rilievi sulla balaustra della scala. | - Balaustra e scala Shunga. - Lavoro in pietra Shunga. - Shunga vedika (ringhiera) con iscrizioni. - Percorso deambulatorio. - Ringhiera e ombrelloni sommitali. Rilievi della balaustra delle scale - Palmetta. - Palmetta e loto. - Pavone. - Donna che cavalca un Centauro. - Loto. - Mezzo loto. - Leone. - Elefante. - Elefante con ramo. - Motivo floreale. |

### Stupa n. 2: il primo rilievo buddista

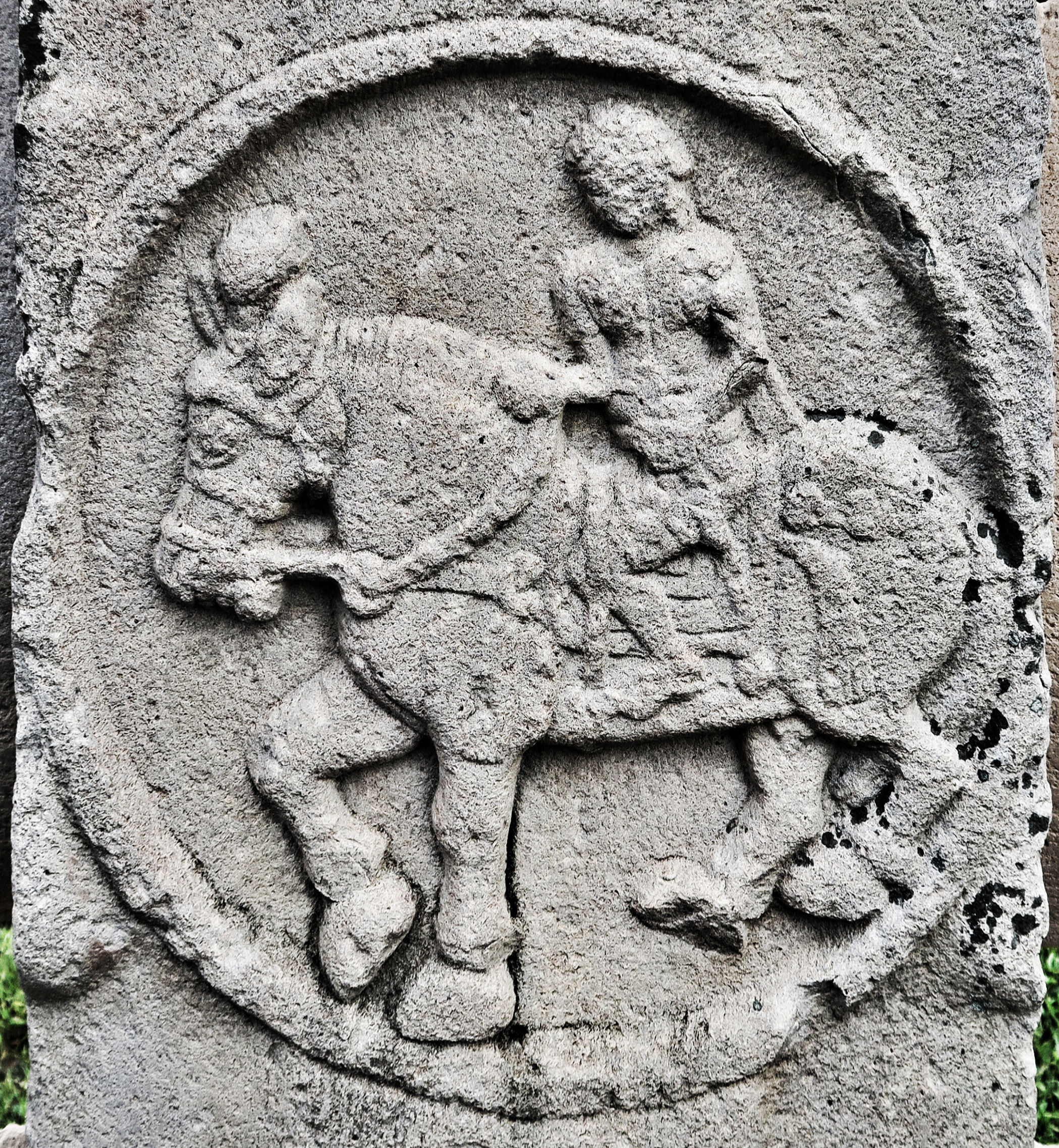
I segni indicano che gli artigiani del nord-ovest erano responsabili dei rilievi stranieri dello Stupa n. 2. Questo medaglione fu realizzato intorno al 115 a.C.

Gli stupa che sembrano essere stati commissionati durante il dominio degli Shunga sono il Secondo e poi il Terzo, ma non le porte riccamente decorate, che sono del successivo periodo Satavahana, come noto dalle iscrizioni seguendo la balaustra a terra e la pietra involucro del Grande Stupa (Stupa n. 1). I rilievi sono datati al 115 a.C. circa per i medaglioni e all'80 a.C. per le sculture dei pilastri, leggermente prima dei rilievi di Bharhut, con alcune rielaborazioni fino al I secolo.

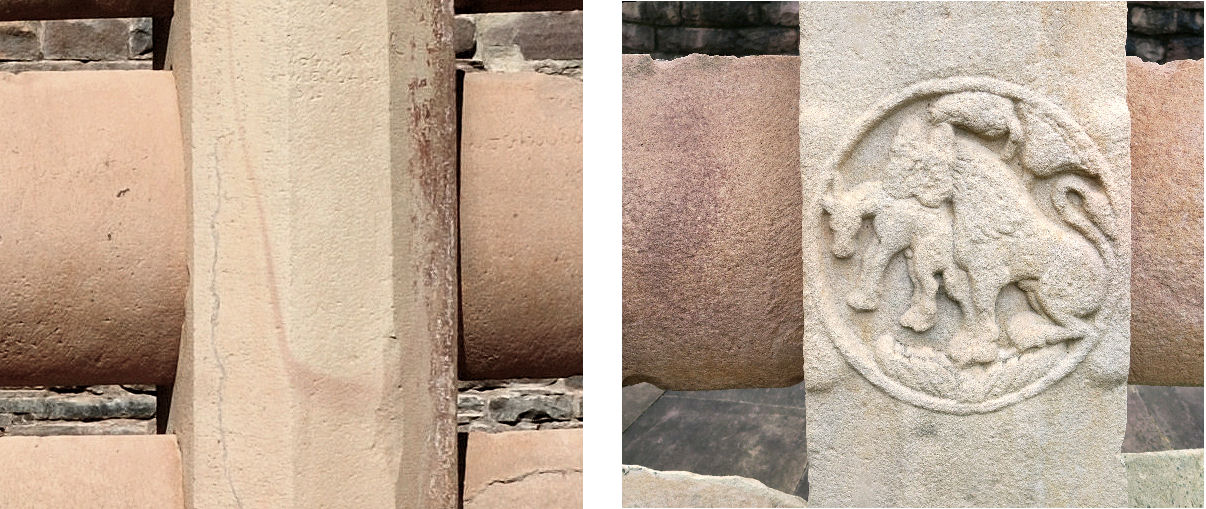
Le ringhiere del periodo Sunga erano inizialmente non decorate (a sinistra: Grande Stupa) e iniziarono a essere decorate solo intorno al 115 a.C. con lo Stupa n. 2 (a destra).

Lo Stupa n. 2 venne costruito più tardi del Grande Stupa, ma probabilmente mostra i primi ornamenti architettonici. Per la prima volta vengono rappresentati temi chiaramente buddisti, in particolare i quattro eventi della vita del Buddha che sono: la Natività, l'Illuminazione, il Primo Sermone e la Morte.
Le decorazioni dello Stupa n. 2 sono state definite "la più antica decorazione estesa di stupa esistente", e questo Stupa è considerato il luogo di nascita delle illustrazioni Jataka. I rilievi allo Stupa n. 2 recano segni di muratura in Kharoshthi, in contrasto con la scrittura Brahmi locale. Ciò sembra implicare che i lavoratori stranieri del nord-ovest (della regione del Gandhara, dove Kharoshthi era la scrittura dell'epoca) fossero gli autori dei motivi e delle figure che si possono trovare sulle ringhiere dello stupa. Gli stranieri del Gandhara sono altrimenti noti per aver visitato la regione nello stesso periodo: nel 115 a.C., è registrata l'ambasciata di Eliodoro dal re indo-greco Antialchida alla corte del re Sunga, Bhagabhadra nella vicina Vidisha, in cui Eliodoro fece realizzare la colonna di Eliodoro con una dedica a Vasudeva. Ciò indicherebbe che le relazioni erano migliorate in quel momento e che le persone viaggiavano tra i due regni.
| Stupa n. 2 Periodo Shunga, ma i segni della muratura in Kharoshthi indicano artigiani del nord-ovest (regione di Gandhara) per i primi rilievi (circa 115 a.C.). | - Straniero a cavallo. I medaglioni sono datati intorno al 115 a.C. - Lakshmi con loto e due assistenti di bambini, probabilmente derivato da simili immagini di Venere - Grifone con inscrizioni in scrittura Brahmi. - Donna a cavallo di un Centauro. - Loto in motivo "perline e bobine". |

### Stupa n. 3
Lo stupa n. 3 venne costruito durante il periodo Shunga, che vi costruirono anche la ringhiera attorno e la scala. Si dice che le reliquie di Sariputra e Mahamoggallana, i discepoli del Buddha, fossero state poste nello Stupa n. 3, e sono stati realizzati degli scavi per confermare questa ipotesi.
Secondo le fonti i rilievi sulle ringhiere sarebbero leggermente posteriori a quelli dello Stupa n. 2.
L'unica porta torana orientata a sud non è Shunga, e fu costruita più tardi sotto i Satavahana, probabilmente intorno al 50 a.C.
| Stupa n. 3 (Stupa e balaustre sono solo Shunga). | - Scala e ringhiera. - Medaglione loto. - Disegno floreale. - Rilievo. - Reliquie di Sariputra e Mahamoggallana. |

### Pilastro Sunga

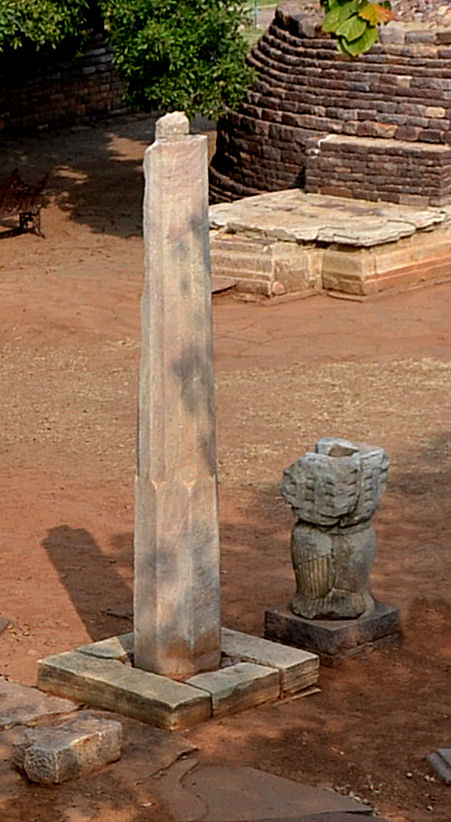
Pilastro Sunga n. 25 con accanto il capitello.

Il pilastro 25 a Sanchi è anche attribuito ai Sunga, nel II-I secolo a.C., ed è considerato simile nel disegno alla colonna di Eliodoro, chiamata localmente pilastro di Kham Baba, dedicato da Eliodoro, l'ambasciatore del re indo-greco Antialchida, nella vicina Vidisha intorno al 100 a.C. Che appartenga all'incirca al periodo dei Sunga, è chiaro sia dal suo disegno che dal carattere del rivestimento superficiale.
L'altezza del pilastro, compreso il capitello, è di 4,5 metri, il suo diametro alla base 31 cm. Fino a un'altezza di 1,2 metri il pilastro è ottagonale; oltre quella misura ha sedici lati. Nella parte ottagonale tutte le sfaccettature sono piatte, ma nella parte superiore le sfaccettature si alternano. Otto sono scanalate, mentre le altre otto sono prodotte da una smussatura concava delle nervature dell'ottagono. Questo metodo di rifinitura nel punto di transizione tra le due sezioni è caratteristico del II e del I secolo a.C. Il lato ovest del fusto è sdoppiato, ma si conserva ancora il tenone alla sommità, al quale era incastonato il capitello del consueto tipo persepolitano a campana, con foglie di loto che ricadono sulla spalla della campana. Al di sopra vi è una strozzatura circolare del cavo, poi una seconda strozzatura circolare alleggerita da un motivo a perline e losanga, e, infine, un profondo abaco quadrato ornato da una ringhiera in rilievo. Il coronamento, probabilmente un leone, è scomparso.

## Periodo Satavahana (I secolo a.C. – I secolo)
L'Impero satavahana sotto Satakarni II conquistò Malwa orientale dagli Shunga. Ciò diede ai Satavahana l'accesso al sito buddista di Sanchi, nel quale sono accreditati della costruzione delle porte decorate attorno all'originale impero Maurya e agli stupa Sunga. A partire dal I secolo a.C. furono costruite le porte riccamente decorate. Anche la balaustra e le porte erano colorate. Le porte/torana successive sono generalmente datate al I secolo.
L'iscrizione Siri-Satakani nella scrittura Brahmi registra il dono di uno degli architravi superiori della Porta meridionale da parte degli artigiani del re Satavahana, Satakarni II:
"Dono di Ananda, figlio di Vasithi, il caposquadra degli artigiani di rajan Siri Satakarni"»
(Iscrizione della Porta meridionale del Grande Stupa)
Ci sono alcune incertezze sulla data e l'identità del Satakarni in questione, poiché un re Satakarni è menzionato nell'iscrizione Hathigumpha che a volte è datata al II secolo a.C. Inoltre, diversi re Satavahana usarono il nome "Satakarni", il che complica la questione. Le date usuali fornite per le porte vanno dal 50 a.C. al I secolo, e il costruttore delle prime porte è generalmente considerato Satakarni II, che regnò nel 50-25 a.C. Un altro antico monumento Satavahana noto è la grotta n. 19 del re Kanha (100-70 a.C.) presso le grotte di Nasik, che è molto meno sviluppata artisticamente rispetto ai torana di Sanchi.

### Materiale e tecnica di intaglio
Sebbene fatte di pietra, le porte torana erano scolpite e costruite alla maniera del legno ed erano ricoperte di sculture narrative. È stato anche suggerito che i rilievi in pietra siano stati realizzati da intagliatori d'avorio della vicina Vidisha, e un'iscrizione sulla Porta meridionale del Grande Stupa ("Il culto dei capelli del Bodhisattva") è stata dedicata dalla Gilda degli intagliatori d'avorio di Vidisha.

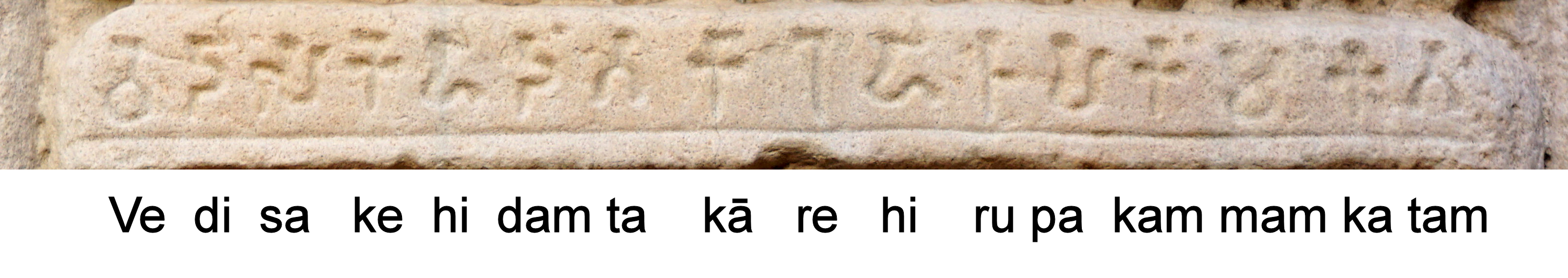
Iscrizione "Vedisakehi daṃtakārehi rupakaṃmaṃ kataṃ" (𑀯𑁂𑀤𑀺𑀲𑀓𑁂𑀨𑀺 𑀤𑀁𑀢𑀓𑀸𑀭𑁂𑀨𑀺 𑀭𑀼𑀧𑀓𑀁𑀫𑀁 𑀓𑀢𑀁, "I lavoratori dell'avorio di Vidisha hanno eseguito l'incisione").

L'iscrizione recita: "Vedisakehi damtakārehi rupakammam katam" che significa "I lavoratori dell'avorio di Vidisha hanno eseguito l'incisione". Alcuni degli avori di Begram o dei "Pompei Lakshmi" danno un'indicazione del tipo di opere in avorio che potrebbero aver influenzato le incisioni a Sanchi.
I rilievi mostrano scene della vita del Buddha integrate con eventi quotidiani che sarebbero stati familiari agli spettatori e quindi rendevano più facile per loro comprendere il credo buddista come rilevante per le loro vite. A Sanchi e nella maggior parte degli altri stupa la popolazione locale donò denaro per l'abbellimento dello stupa per ottenere meriti spirituali. Non c'era un diretto patrocinio reale. I devoti, uomini e donne, che donarono denaro per una scultura, spesso sceglievano la loro scena preferita della vita del Buddha e poi vi facevano incidere i loro nomi. Ciò spiega la ripetizione casuale di particolari episodi sullo stupa (Dehejia 1992).
Su queste sculture in pietra il Buddha non è mai raffigurato come una figura umana, a causa dell'aniconismo nel buddismo. Invece gli artisti scelsero di rappresentarlo con alcuni attributi, come il cavallo su cui aveva lasciato la casa di suo padre, le sue impronte o un baldacchino sotto l'albero della vita nel momento della sua illuminazione. Si pensava che il corpo umano fosse troppo angusto per il Buddha.

### Architettura: evoluzione del capitello del pilastro portante
Sono state trovate somiglianze nei disegni dei capitelli di varie aree dell'India settentrionale dal tempo di Ashoka al tempo dei Satavahana a Sanchi: in particolare tra la capitale di Pataliputra dell'Impero Mauryan di Pataliputra (III secolo a.C.), i capitelli dei pilastri del complesso buddista dell'Impero Sunga di Bharhut (II secolo a.C.) e i capitelli dei pilastri dei Satavahana a Sanchi (I secolo a.C./I secolo).
Il primo esempio noto in India, il capitello Pataliputra (III secolo a.C.) è decorato con file ripetute di rosette, ovuli e perline con modanature ondulate e volute con rosette centrali, intorno ad una prominente palmetta fiamma centrale, che è il motivo principale. Questi sono abbastanza simili ai disegni greci classici e il capitello è stato descritto come quasi ionico. È stata suggerita l'influenza greca, così come quella persiana achemenide.
Il capitello di Sarnath venne scoperto negli scavi archeologici nell'antico sito buddista di Sarnath. Il pilastro presenta volute ioniche e palmette. È stato variamente datato dal III secolo a.C. durante il periodo dell'Impero Maurya al I secolo a.C., durante il periodo dell'Impero Sunga. Una delle facce mostra un cavallo al galoppo che trasporta un cavaliere, mentre l'altra mostra un elefante e il suo mahaut.
Anche il capitello del pilastro di Bharhut, datato al II secolo a.C. durante il periodo dell'Impero Sunga, incorpora molte di queste caratteristiche, con un capitello centrale con molte rosette, perline e bobine, nonché un disegno a palmetta centrale. È importante sottolineare che sono stati aggiunti animali sdraiati (leoni, simboli del buddismo), nello stile dei pilastri di Ashoka.
Il capitello del pilastro Sanchi mantiene il disegno generale, visto a Bharhut un secolo prima, di leoni sdraiati raggruppati attorno a un palo centrale a sezione quadrata, con il disegno centrale di una palmetta fiammeggiante, che ebbe iniziò con il capitello di Pataliputra. Tuttavia, il design del palo centrale è ora più semplice, con la palmetta di fuoco che occupa tutto lo spazio disponibile. Gli elefanti furono successivamente utilizzati per adornare i capitelli dei pilastri (sempre con il disegno a palmetta centrale), e infine gli Yakṣa (qui il disegno a palmetta scompare).

### Temi principali dei rilievi

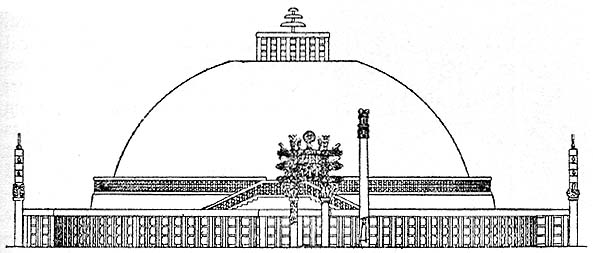
Il Grande Stupa ai tempi dei Satavahana.

#### Jataka
Sono illustrati vari Jataka. Questi sono racconti morali buddisti che riguardano eventi edificanti delle vite precedenti del Buddha mentre era ancora un Bodhisattva. Tra i Jataka raffigurati ci sono il Syama Jataka, il Vessantara Jataka e il Mahakapi Jataka.

#### Miracoli
Sono registrati numerosi miracoli compiuti dal Buddha. Tra questi:
- Il miracolo di Buddha che cammina sull'acqua.[62]
- Il miracolo del fuoco e del legno

#### Tentazione di Buddha
Numerose scene si riferiscono alla tentazione del Buddha, quando si trovò di fronte alle seducenti figlie di Mara e al suo esercito di demoni. Dopo aver resistito alle tentazioni di Mara, il Buddha trovò l'illuminazione. Altre scene simili sullo stesso argomento:
- Tentazione del Buddha con l'esercito di Mara in fuga.

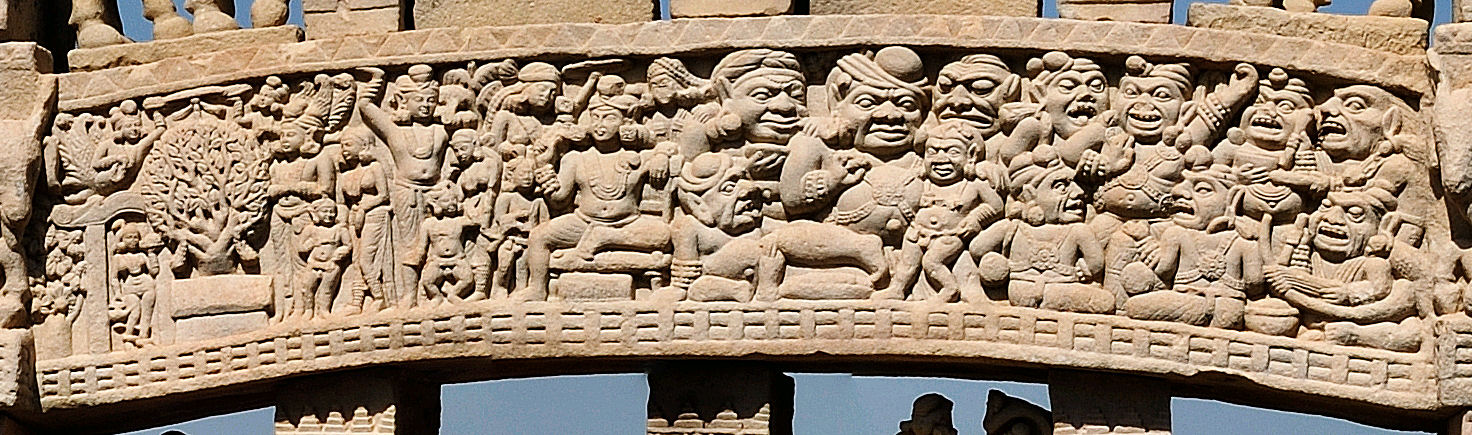
Tentazione del Buddha, con il Buddha a sinistra (simboleggiato solo dal suo trono) circondato da devoti in festa, il demone Mara e le sue figlie (al centro), e i demoni di Mara in fuga (a destra).

- Illuminazione del Buddha con l'esercito di Mara in fuga.[63]

#### Guerra per le reliquie di Buddha
La porta meridionale dello Stupa n. 1, ritenuta l'ingresso principale e più antico dello stupa, presenta diverse rappresentazioni della storia delle reliquie del Buddha, a partire dalla Guerra per le reliquie.
Dopo la morte del Buddha, i Malla di Kushinagar vollero conservare le sue ceneri, ma anche gli altri regni, volendo la loro parte, andarono in guerra e assediarono la città di Kushinagar. Alla fine fu raggiunto un accordo e le reliquie della cremazione del Buddha furono divise tra 8 famiglie reali e i suoi discepoli.
Pannelli narrativi relativi alla guerra per le reliquie del Buddha a Sanchi sono:
"Il Re dei Malla che porta le reliquie del Buddha a Kushinagar", subito dopo la morte del Buddha, prima della Guerra stessa. In questo rilievo, si vede il re seduto su un elefante, che tiene le reliquie sulla testa. 
- "L'assedio di Kushinagar da parte dei sette re ", altro rilievo sullo stesso soggetto.

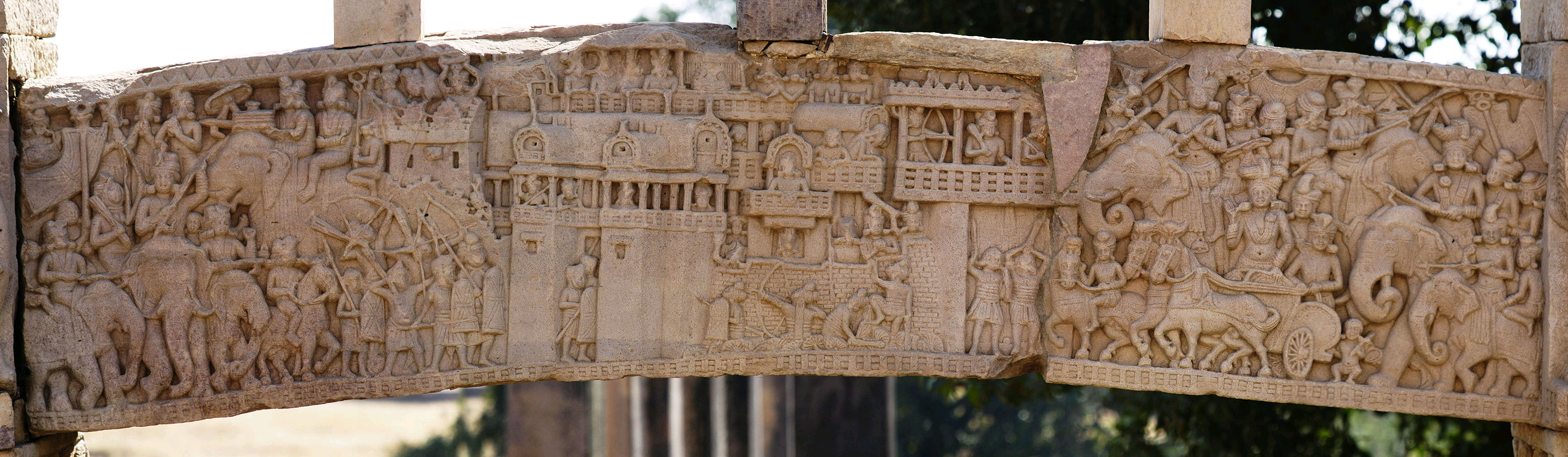
Guerra per le reliquie del Buddha, custodite dalla città di Kushinagar, Porta sud, Stupa n.1, Sanchi.

Secondo la leggenda buddista, alcuni secoli dopo, le reliquie sarebbero state rimosse dagli otto regni guardiani dal re Ashoka e custodite in 84.000 stupa. Ashoka ottenne le ceneri da sette dei regni guardiani, ma non riuscì a prendere quelle dei Naga a Ramagrama poiché erano troppo potenti e furono in grado di conservarle. Questa scena è raffigurata in una delle porzioni trasversali della porta meridionale dello Stupa n. 1 a Sanchi. Ashoka è mostrato a destra nel suo carro tra il suo esercito, lo stupa con le reliquie è al centro e i re Naga con i loro cappucci di serpente all'estrema sinistra sotto gli alberi.

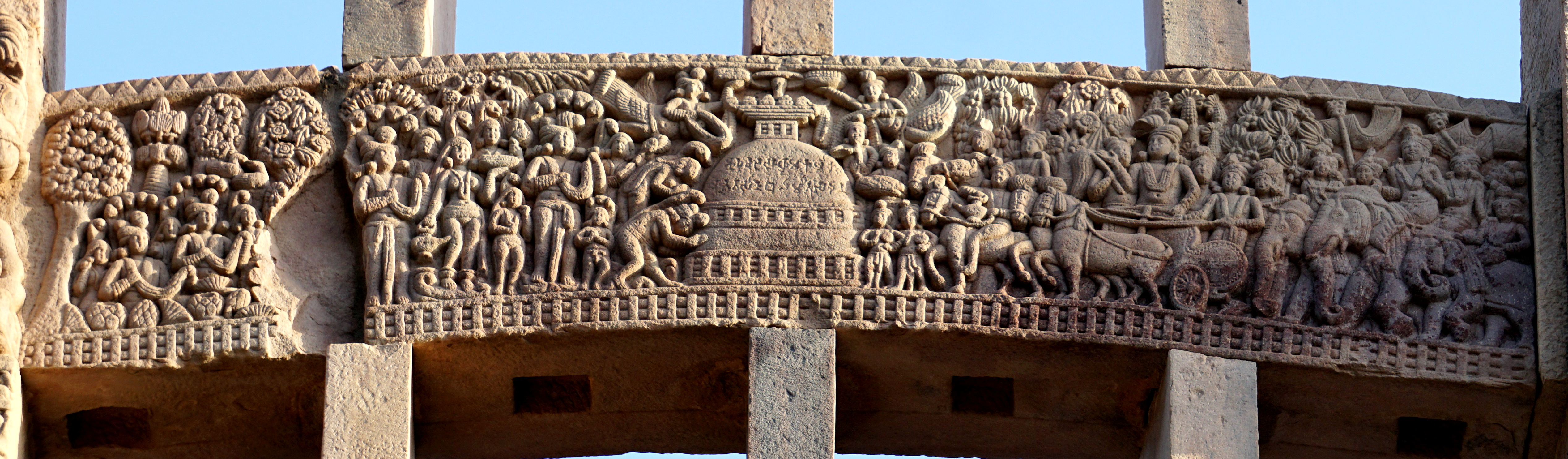
King Ashoka visita Ramagrama, per ottenere le reliquie del Buddha dai Naga, ma non riesce ad averle in quanto i Naga sono troppo potenti. Porta sud, Stupa n. 1, Sanchi.

#### Edifici del tempio di Bodh Gaya di Ashoka

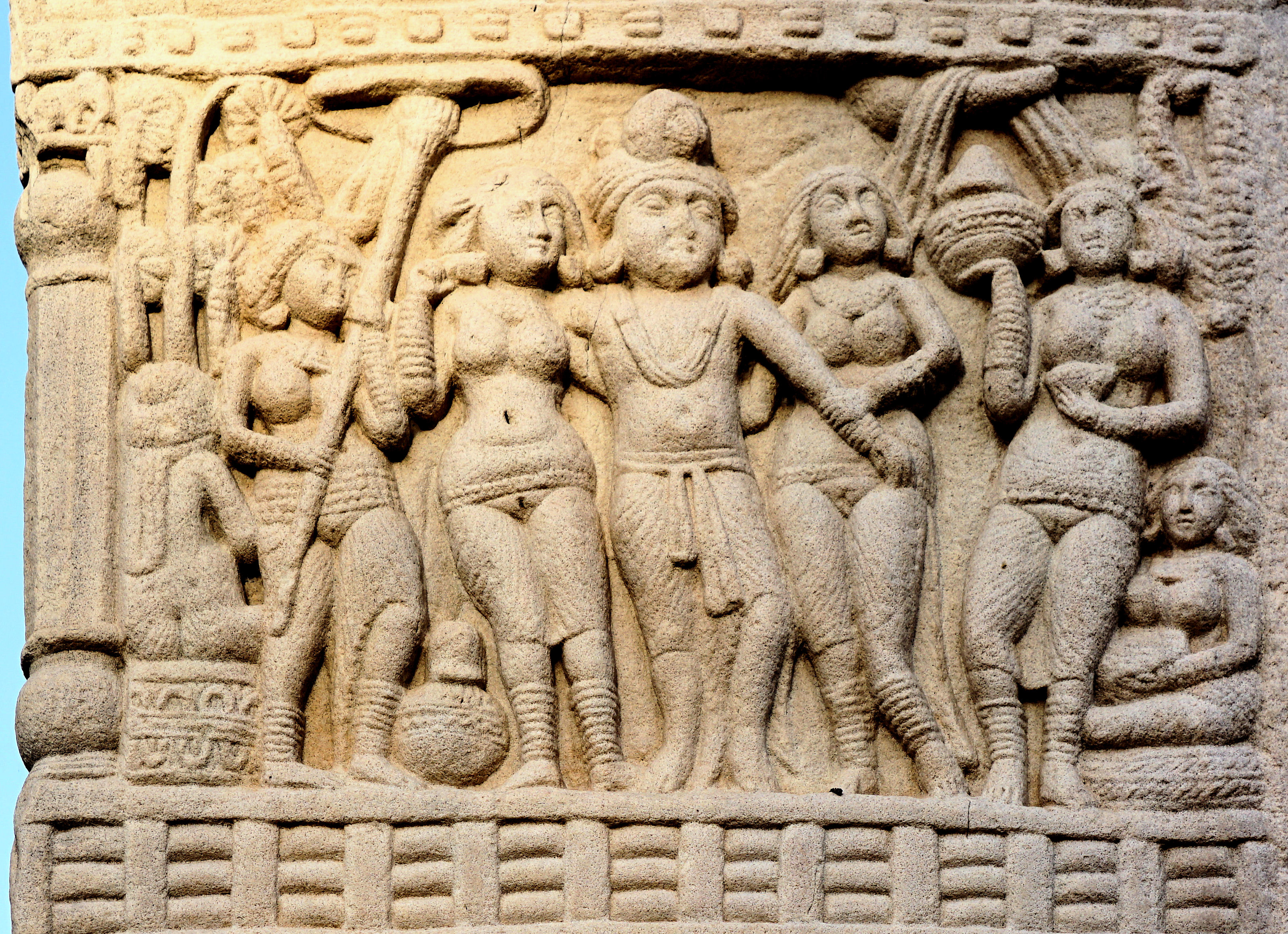
Ashoka addolorato, sostenuto dalle sue due regine, in rilievo a Sanchi. Stupa 1, Porta meridionale. L'identificazione con Ashoka è confermata da un simile rilievo di Kanaganahalli con l'iscrizione "Raya Asoko".

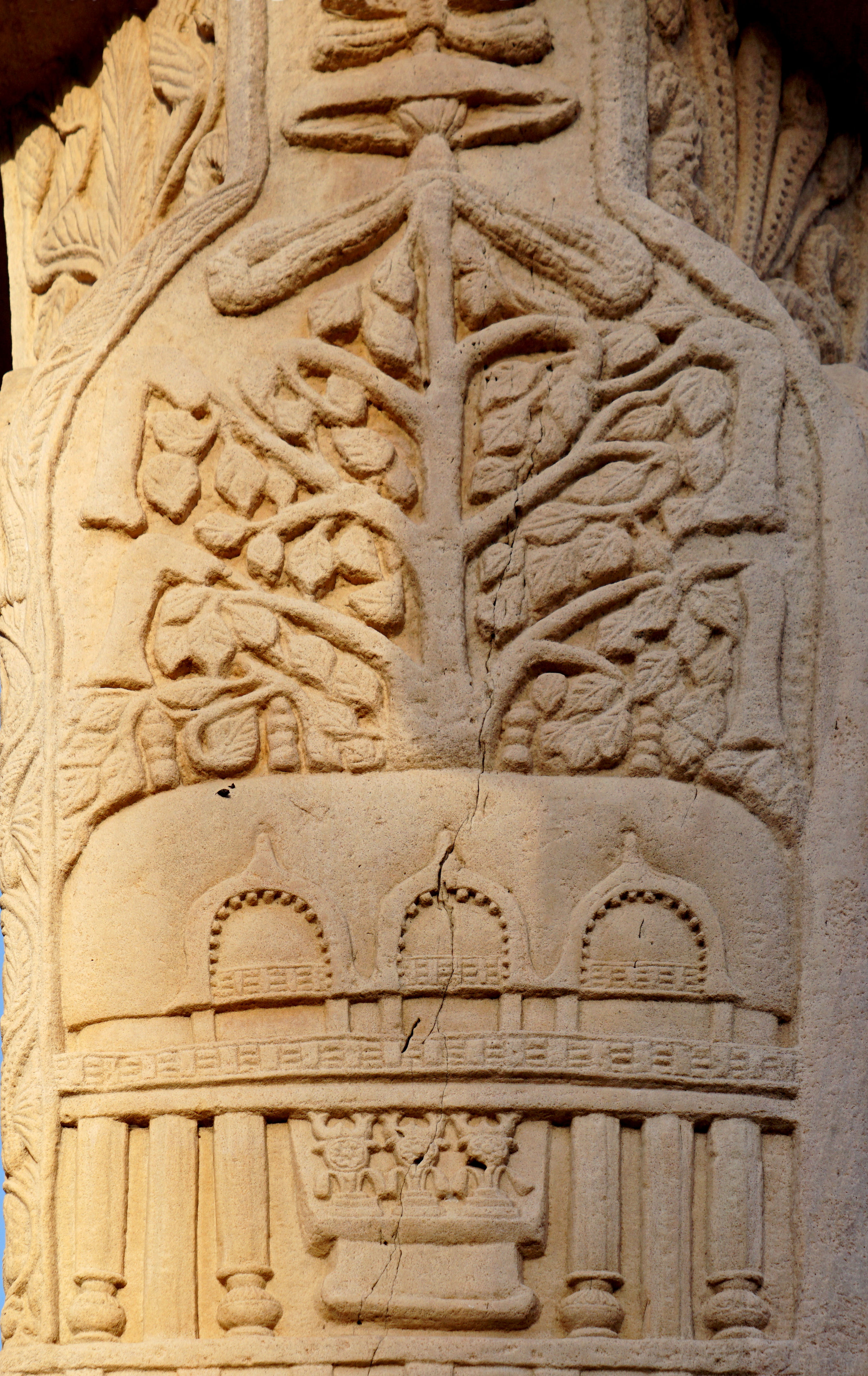
Tempio dell'Albero della Bodhi a Sanchi, Stupa n. 1, Porta sud.

Ashoka si recò a Bodh Gaya per visitare l'Albero della Bodhi sotto il quale il Buddha ebbe la sua illuminazione, come descrisse nel suo Editto maggiore n.8. Tuttavia Ashoka fu profondamente addolorato quando scoprì che il sacro albero di pipal non veniva adeguatamente curato e stava morendo a causa della negligenza della regina Tiṣyarakṣitā.
Di conseguenza, Ashoka si sforzò di prendersi cura dell'albero della Bodhi e vi costruì un tempio intorno. Questo tempio divenne il centro di Bodh Gaya. Una scultura a Sanchi, porta meridionale dello Stupa n. 1, mostra Ashoka addolorato mentre viene sostenuto dalle sue due regine. Quindi il rilievo sopra mostra l'albero della Bodhi che prospera all'interno del suo nuovo tempio. Numerose altre sculture a Sanchi mostrano scene di devozione verso l'Albero della Bodhi all'interno del suo tempio a Bodh Gaya.
Altre versioni del rilievo raffigurante il tempio per l'Albero della Bodhi sono visibili a Sanchi, come il Tempio per l'Albero della Bodhi (Porta orientale).

#### Devoti stranieri

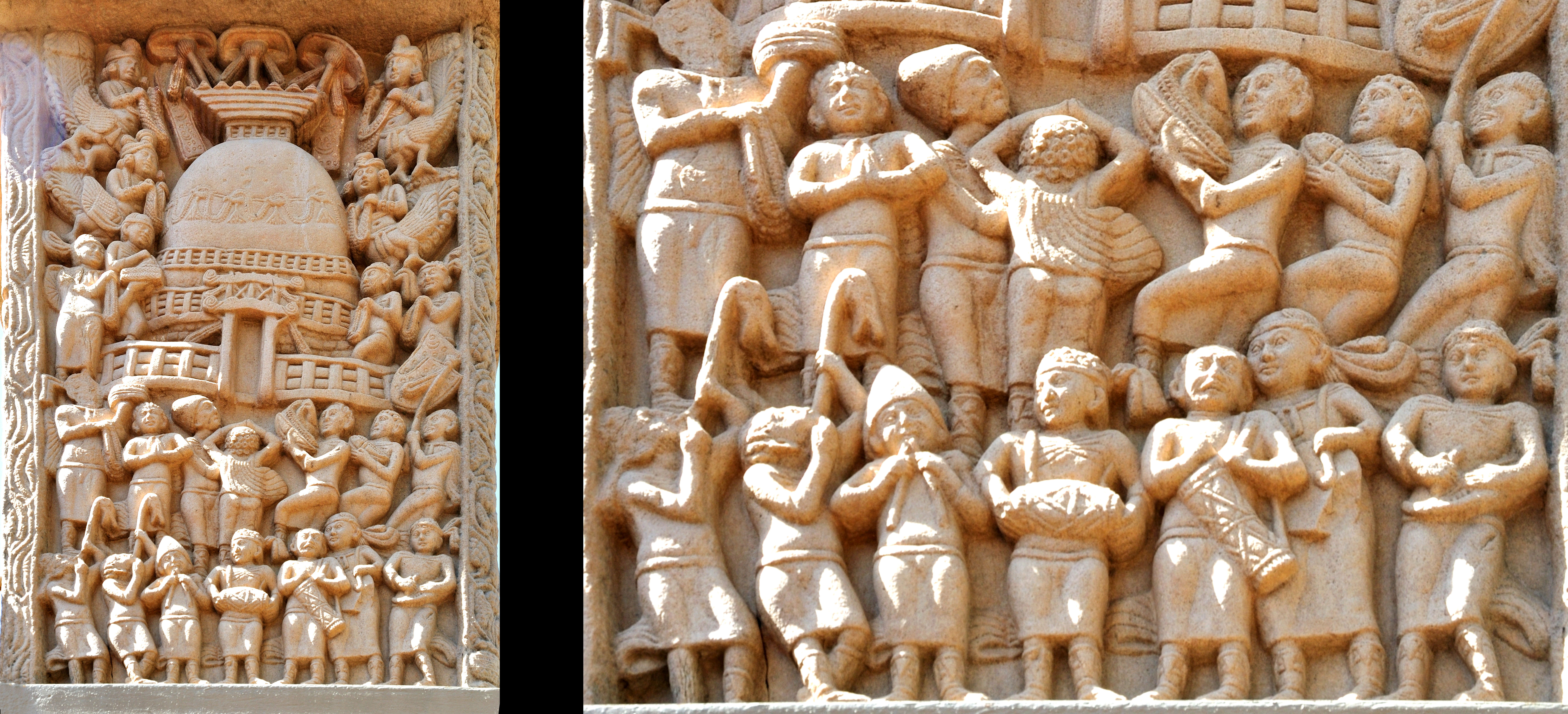
Devoti e musicisti stranieri sulla Porta nord dello Stupa n. I.

Alcuni dei fregi di Sanchi mostrano anche devoti in abiti greci, che indossano tuniche con gonnellino e alcuni di loro un cappello "piloi" greco. A volte sono anche descritti come Saci, anche se il periodo storico sembra troppo in anticipo per la loro presenza nell'India centrale, e i due cappelli a punta sembrano troppo corti per essere sciti. L'avviso ufficiale Sanchi recita "Stranieri in adorazione dello Stupa". Gli uomini sono raffigurati con corti capelli ricci, spesso tenuti insieme da un cerchietto del tipo comunemente visto sulle monete greche. Greco anche l'abbigliamento, completo di tuniche, mantelle e sandali, tipici del costume greco da viaggio.. Molto caratteristici sono anche gli strumenti musicali, come il doppio flauto "completamente greco" detto aulos. Sono visibili anche corna simili a carnyx.
L'effettiva partecipazione di Yavanas/Yonas (donatori greci) alla costruzione di Sanchi è nota da tre iscrizioni fatte da donatori Yavana dichiarati:
- La più chiara di queste si legge "Setapathiyasa Yonasa danam" ("Dono della Yona di Setapatha"),[82][83] Setapatha è una città incerta, forse una località vicino a Nashik,[84] un luogo dove sono presenti altre dediche di Yavanas, come nella grotta n.17 del complesso delle Grotte di Nashik, e sui pilastri delle Grotte di Karla non lontane.
- Una seconda iscrizione simile su un pilastro recita: "[Sv]etapathasa (Yona?)sa danam", con probabilmente lo stesso significato, ("Dono della Yona di Setapatha").[84][85]
- La terza iscrizione, su due lastre pavimentali adiacenti, recita "Cuda yo[vana]kasa bo silayo" ("Due lastre di Cuda, la Yonaka").[84][86]

Intorno al 113 a.C., è noto che Eliodoro, ambasciatore del sovrano indo-greco Antialcida, dedicò un pilastro, la colonna di Eliodoro, a circa 8 chilometri da Sanchi, nel villaggio di Vidisha.
Un altro straniero piuttosto simile è anche raffigurato a Bharhut, il Bharhut Yavana (circa 100 a.C.), che indossa anche una tunica e una fascia reale alla maniera di un re greco, e mostra un triratna buddista sulla sua spada. Un altro si trova nella regione di Odisha, nelle grotte di Udayagiri e Khandagiri.
| Stranieri nord-occidentali a Sanchi |
| - Straniero su un cavallo, circa 115 a.C., Stupa n. 2. - Dettaglio di stranieri, in abbigliamento greco che suonano carnyxs e flauti. Porta nord dello Stupa n. 1 (dettaglio). - Stranieri che tengono uva e cavalcano leoni alati, Sanchi, Stupa n. 1, Porta orientale. - Cavalieri stranieri, Porta sud dello Stupa n. 3. - Straniero con fascia che combatte un Makara (mitologia indù). Porta meridionale dello Stupa 3. - Stranieri a cavallo, che indossano fasce, berretti e stivali. Porta occidentale, Stupa n. 1. |

#### Aniconismo

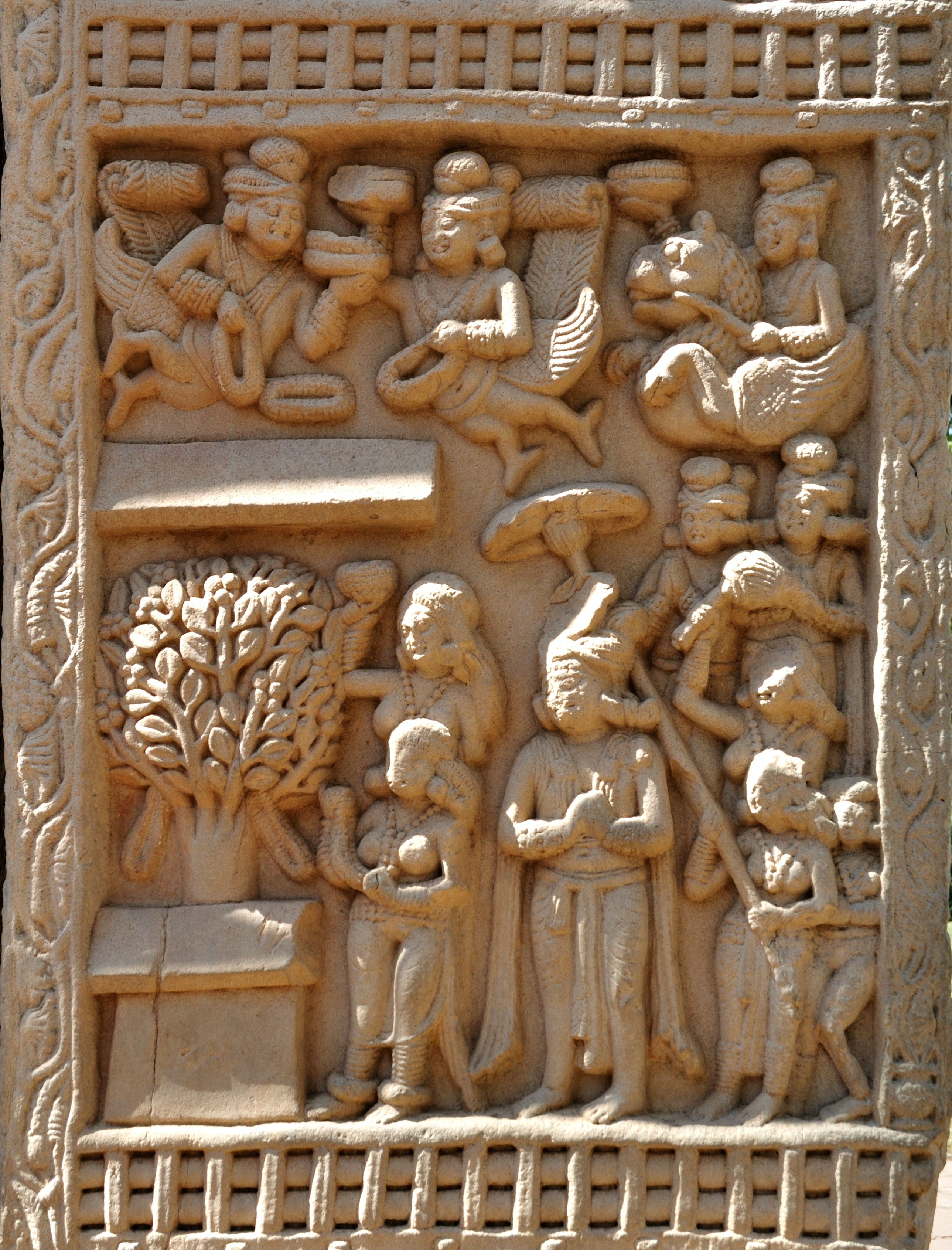
Aniconismo in Miracolo a Kapilavastu: Re Suddhodana pregando mentre suo figlio il Buddha si alza nell'aria, lodato dagli esseri celesti (ma è visibile solo il suo percorso, la lastra orizzontale nell'aria).

In tutte queste scene il Buddha non è mai rappresentato, essendo del tutto assente anche da scene della sua vita dove svolge un ruolo centrale: Miracolo del Buddha che cammina sul fiume Nairanjana è rappresentato solo dal suo percorso sull'acqua; nella Processione del re Suddhodana da Kapilavastu, cammina nell'aria alla fine della processione, ma la sua presenza è suggerita solo dalle persone che girano la testa verso l'alto verso il simbolo del suo cammino.

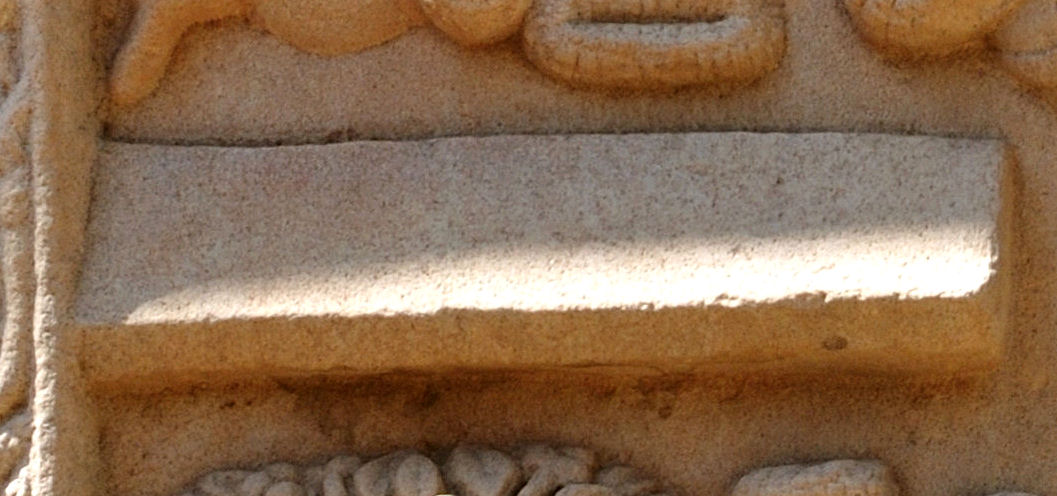
"La passeggiata di Buddha", o Chankrama, usata per rappresentare il Buddha in movimento nell'aniconismo buddista.

In uno dei rilievi del Miracolo di Kapilavastu, il re Suddhodana prega mentre suo figlio Buddha si alza in aria. Il Buddha è lodato dagli esseri celesti, ma solo il suo percorso è visibile sotto forma di una lastra sospesa a mezz'aria, chiamata chankrama o "passeggiata".
Altrimenti, la presenza del Buddha è simboleggiata da un trono vuoto, come nella scena di Bimbisara con il suo corteo reale che esce dalla città di Rajagriha per visitare il Buddha.. Scene simili sarebbero poi apparse nell'arte greco-buddista del Gandhara, ma questa volta con rappresentazioni del Buddha. John Marshall ha dettagliato ogni pannello nel suo lavoro "A Guide to Sanchi".
Questo anoconismo è in relazione all'immagine del Buddha potrebbe essere conforme a un antico divieto buddista di mostrare il Buddha stesso in forma umana, noto dal Sarvastivada vinaya (regole della prima scuola buddista del Sarvastivada): ""Poiché non è permesso fare un'immagine del corpo del Buddha, prego che il Buddha mi conceda di poter fare un'immagine dell'assistente di Bodhisattva. È accettabile?" Il Buddha rispose: "Puoi fare un'immagine del Bodhisattva"".

### Le porte o torana
Le porte raffigurano varie scene della vita del Buddha, nonché eventi dopo la sua morte, in particolare la Guerra delle Reliquie e gli sforzi dell'imperatore Ashoka per diffondere la fede buddista.

#### Stupa n. 1 - Porta meridionale
Si pensa che la porte meridionale dello Stupa n. 1 sia l'ingresso principale e più antico dello stupa.
I fregi narrativi di questa porta mettono grande enfasi sulle reliquie del Buddha e sul ruolo di Ashoka nella diffusione della fede buddista. Questa porta è una delle due ricostruite dal maggiore Cole nel 1882-1883. Tutto lo stipite destro e metà di quello sinistro sono nuovi e vuoti, così come l'estremità occidentale dell'architrave inferiore, l'estremità orientale dell'architrave centrale e i sei montanti verticali tra gli architravi.
| Porta meridionale ("Great Stupa" No1, Sanchi. 1st century BCE.) |                                                             | |
|                                                                 |                                                             | Porta meridionale dello Stupa n. 1. La Porta meridionale dello Stupa n. 1 è una delle quattro porte riccamente scolpite o torana, che circondano lo Stupa n. 1, il "Grande Stupa". È la principale in quanto eretta davanti alla scalinata per la quale si saliva alla terrazza. La Porta meridionale è stata anche la prima ad essere eretta. Poi seguirono, in ordine cronologico, la nord, la est e la ovest, la loro successione in ogni caso è dimostrata dallo stile delle loro incisioni. È probabile, tuttavia, che non siano trascorsi più di tre o quattro decenni tra la costruzione delle porte meridionale e occidentale. Alcune delle superfici della porta meridionale sono prive di decorazione o perdute. Come le altre porte, è composta da due pilastri quadrati sormontati da capitelli, che a loro volta sorreggono una sovrastruttura di tre architravi con estremità a volute. |
| Architravi                                                      |                                                             | |
| Architravi frontali                                             | Architravi posteriori                                       | Parte del materiale è andato perduto nell'arco di duemila anni, e il restauro ha dovuto recuperare gli elementi perduti. Tutto lo stipite destro e metà di quello sinistro sono nuovi, così come l'estremità occidentale dell'architrave inferiore, l'estremità orientale dell'architrave centrale e i sei montanti verticali tra gli architravi. Quando la porta è stata restaurata, gli architravi superiore e inferiore sembra siano stati invertiti per errore, poiché le sculture più importanti su di essi ora sono rivolte verso lo stupa anziché verso l'esterno. |
| Architrave centrale frontale                                    | Architrave centrale frontale                                | Re Ashoka visita Ramagrama. Re Ashoka visitò lo Stupa Ramagrama, per prendere le reliquie del Buddha dai Nāga, ma fallì nell'impresa, poiché erano troppo potenti. Dopo la morte del Buddha, le sue reliquie furono originariamente divise in otto parti e condivise tra otto principi. Ciascuno dei principi costruì uno stupa presso o vicino alla sua capitale, all'interno del quale fu custodita la rispettiva porzione delle ceneri. Questi otto stupa vennero eretti a Rajagriha, Vaisali, Kapilavastu, Allakappa, Ramagrama, Vothadvipa, Pāvā e Kusinara. Circa due secoli dopo, per diffondere la fede buddista, Ashoka tentò di raccogliere le otto parti delle reliquie per dividerle e distribuirle tra 84.000 stupa, che lui stesso eresse. Ottenne solo sette di queste porzioni: non riuscì a mettere al sicuro le reliquie di Ramagrama nel Nepal Terai, di fronte alla risoluta opposizione dei devoti guardiani, i [Naga. Qui, al centro dell'architrave, è raffigurato lo stupa di Ramagrama. Sopra lo stupa ci sono figure celesti che portano ghirlande. A destra, l'imperatore Ashoka si avvicina sul suo carro, accompagnato da un seguito di elefanti, cavalieri e fanti, e a sinistra, i Naga e i Nagi, in forma umana con cappucci di serpente, in adorazione presso lo stupa, portano offerte o emergono dalle acque di uno stagno. All'estremità sporgente di questo architrave c'è un elefante in uno stagno di loti con mahaut e donne sul dorso, e una seconda donna che si arrampica dietro; sullo sfondo un padiglione con figure femminili affacciate. Non si sa a quale particolare episodio si riferisca questo rilievo. Un'iscrizione sulla cupola dello stupa ricorda che l'architrave era il dono di un certo Balamitra, allievo di "Ayachuda (Arya-Kshudra), il predicatore della Legge". |
| Retro dell'architrave superiore                                 | Retro dell'architrave superiore                             | I sette Buddha. Sei Buddha del passato e Gautama Buddha, con il suo albero della Bodhi all'estrema destra. Nella sezione centrale ci sono tre stupa alternati a quattro alberi con troni davanti a loro, adorati da figure sia umane che divine. Questi rappresentano i sei Buddha del passato (vale a dire: Vipassi, Sikhi, Vessabhu, Kakusandha, Konagamana e Kasyapa) e Gautama Buddha. Tre sono simboleggiati dai loro stupa e quattro dagli alberi sotto i quali ciascuno rispettivamente ha raggiunto l'illuminazione. L'albero all'estrema destra è l'albero pipal di Gautama Buddha e quello accanto è il banyan di Kāśyapa Buddha. L'identificazione degli altri è meno certa. L'iscrizione sulla cupola dello stupa centrale recita "L. 1. rano Siri Satakanisa/ L. 2. avesanisa vasithiputasa/ L. 3. Anamdasa danam" ("Dono di Anamda, figlio di Vdsithi (Vdsishthi), il caposquadra degli artigiani (avesanin) di rajan Satakarni II). Questa iscrizione è stata decisiva nell'attribuire la costruzione delle porte all'epoca dell'Impero Satavahana. Su ciascuna delle estremità sporgenti di questo architrave c'è un cavallo, con assistenti e ombrello reale, che esce da una porta della città. Forse è Kanthaka, il cavallo di Gautama, mentre esce dalla città di Kapilavastu. Quando la porta è stata restaurata, questo architrave (insieme a quello inferiore) sembra essere stato invertito per errore, poiché le sculture più importanti su di esso ora sono rivolte verso lo stupa anziché verso l'esterno. |
| Architrave inferiore posteriore Architrave completo con ali     | Architrave inferiore posteriore Architrave completo con ali | Guerra per le reliquie del Buddha. Il Buddha morì a Kushinagar, la capitale dei Malla, che inizialmente cercò di tenere per sé tutte le reliquie del Buddha. Scoppiò una guerra in cui i capi di altri sette clan mossero guerra ai Malla di Kushinara per il possesso delle reliquie. Al centro dell'architrave è in corso l'assedio di Kushinara; a destra e a sinistra, i capi vittoriosi partono su carri e su elefanti, con le reliquie portate sulle teste. La scena viene portata avanti fino alle estremità sporgenti dell'architrave e gli elefanti seduti sui falsi capitelli intermedi sono chiaramente destinati a essere parte integrante della scena. Quando la porta è stata restaurata, questo architrave (insieme a quello superiore) sembra essere stato invertito per errore, poiché le sculture più importanti su di esso ora sono rivolte verso lo stupa anziché verso l'esterno. |
| Capitelli dei pilastri                                          |                                                             | |
| Sinistro                                                        | Destro                                                      | I pilastri della porta meridionale presentano leoni alla maniera dei Pilastri di Ashoka. Sono gli unici capitelli del complesso Sanchi a farlo. |
| Pilastri                                                        |                                                             | |
| Facce esterne                                                   |                                                             | |
|                                                                 |                                                             | La faccia esterna sinistra è costituita da un rotolo di fogliame abitato da numerosi animali e ghirlande, oltre che da una coppia in amore più volte ripetuta. Della facciata esterna del pilastro destro non rimane nulla, ed è stato lasciato vuoto nella ricostituzione sotto Marshall. |
| Pilastro sinistro, faccia frontale                              |                                                             | |
| Pannello superiore                                              |                                                             | Ashoka con le sue due regine vista il parco dei cervi. Una colonna persepolitana, che si eleva da una base a gradini e sostiene una ruota con trentadue raggi e altrettanti triratna sul bordo esterno. Questo è il dharmacakra o "Ruota della Legge", l'emblema del primo sermone del Buddha. Ai lati della ruota sono figure celesti con ghirlande; sotto di loro ci sono quattro gruppi di adoratori, e sotto questi ultimi, dei cervi per indicare il luogo in cui è stato predicato il primo sermone, vale a dire, nel "parco dei cervi" (Mrigadava) vicino a Benares. In ciascuno dei gruppi di adoratori c'è un re con delle donne assistenti, le stesse figure apparentemente ripetute quattro volte. Rappresentano probabilmente Ashoka con le sue due regine in visita al Parco dei Cervi durante il suo pellegrinaggio ai luoghi sacri del buddismo. |
| II pannello                                                     |                                                             | Processione del re Ashoka sul suo carro. L'imperatore Ashoka nel suo carro con il suo seguito. |
| III pannello                                                    |                                                             | Il corteo di Mara. Secondo Marshall, mettendo in relazione il pannello con quello successivo sulla faccia interna, si vedono divinità a piedi, a cavallo e su elefanti, che si affrettano a rendere omaggio ai riccioli del Bodhisattva. |
| Pilastro sinistro, faccia interna                               |                                                             | |
| Pannello superiore                                              |                                                             | Tempio dell'albero della Bodhi di Bodh Gaya costruito da Ashoka. Il tempio intorno all'Albero della Bodhi (l'albero del pipal sotto il quale il Buddha aveva raggiunto l'illuminazione) fu eretto da Ashoka. Questo Tempio è ipetro. Qui la santità dell'albero è indicata da ombrelli e ghirlande, e sul trono all'interno del santuario ci sono tre simboli triratna. |
| II pannello                                                     |                                                             | Ashoka addolorato è sostenuto dalle sue due regine. Ashoka è addolorato dopo aver visto l'albero pipal del Buddha trascurato dalla regina gelosa Tishyaraksha. È così scioccato che deve essere sostenuto da due delle sue mogli. In seguito avrebbe costruito un tempio attorno all'albero, visto nel pannello sopra, e che sarebbe diventato il tempio sacro di Bodh Gaya. |
| III pannello                                                    |                                                             | Adorazione dei capelli del Bodhisattva. Nel pannello più basso della faccia interna c'è una compagnia di divinità nel cielo Trāyastriṃśa, dove regnava Indra, rallegrandosi e adorando i capelli del Bodhisattva. La storia raccontata nelle scritture buddiste è che, prima di abbracciare una vita religiosa, Gautama si spogliò dei suoi abiti principeschi e si tagliò i lunghi capelli con la sua spada, lanciando sia i capelli che il turbante in aria, da dove furono portati dai deva per il cielo di Trayastrimsa e lì adorati. Questo particolare rilievo è stato dedicato dalla Gilda degli intagliatori d'avorio di Vidisha (iscrizione orizzontale sull'architrave), suggerendo che almeno una parte delle porte sia stata realizzata da intagliatori d'avorio. Per lo meno, la delicatezza della lavorazione e l'effetto spaziale raggiunto nel pannello del cielo Trayastrimsa è particolarmente sorprendente, e rende comprensibile che, come ricorda l'iscrizione su di esso, era opera di intagliatori di avorio di Vidisha. L'iscrizione recita: "Vedisehi dantakarehi rupadamam katam" che significa "Gli intagliatori d'avorio di Vidisha hanno eseguito la scultura". Alcuni degli avori di Begram o la "Pompeii Lakshmi" danno un'indicazione del tipo di opere in avorio che potrebbero aver influenzato le incisioni a Sanchi. |
| Pilastro sinistro, faccia posteriore                            |                                                             | |
| Pannello unico                                                  |                                                             | A sinistra della tavola, sotto un baldacchino, è seduta una figura reale che tiene per mano una donna; al centro, un'altra donna seduta su uno sgabello basso; a destra altre due figure in piedi, con dietro un fanciullo che porta una ghirlanda (?). Dietro c'è un albero di plantain, e sopra, una finestra di Chaitya con un ombrello su entrambi i lati. Il significato di questa scena è incerto. |
| Pilastro destro                                                 |                                                             | |
|                                                                 |                                                             | Vuoto. Tutti i rilievi e le iscrizioni sono andati perduti. |

#### Stupa n. 1 - Porta settentrionale
La Porta settentrionale è la meglio conservata di tutte le porte, ed è stata la seconda ad essere eretta. I numerosi pannelli raccontano vari eventi della vita del Buddha. Solo un pannello atipico (Pilastro destro, accia interna/Pannello superiore) mostra Stranieri che fano una dedica all'ingresso settentrionale dello Stupa n. 1.
| Porta settentrionale ("Grande Stupa" n. 1, Sanchi. I secolo a.C.)                                               |                                | |
| |                                | La porta settentrionale dello Stupa n. 1. La Porta settentrionale dello Stupa n. 1 è una delle quattro porte riccamente scolpite o torana, che circondano lo Stupa n. 1, il "Grande Stupa". È stata la seconda ad essere eretta. È la meglio conservata di tutte e quattro le porte e ha ancora la maggior parte delle sue figure ornamentali che danno una buona idea dell'aspetto originario di tutte le porte. Come le altre, è composta da due pilastri quadrati sormontati da capitelli, che a loro volta sorreggono una sovrastruttura di tre architravi con estremità a volute. |
| Architravi |                                | |
| Architravi frontali                                                                                             | Architravi posteriori          | Gli architravi sono quasi tutti intatti. Sono coronati da due grandi simboli Shrivatsa decorati a tutto tondo, simboli del Buddismo, nonché i resti di un Dharmacakra (Ruota della Legge) al centro. Hanno leoni seduti e Yakshini, anch'essi a tutto tondo, alle loro estremità. |
| Architrave centrale posteriore                                                                                  | Architrave centrale posteriore | Tentazione del Buddha con Mara e le sue figlie, e i demoni di Mara in fuga. Verso l'estremità sinistra del pannello c'è l'albero pipal a Bodh Gaya con un ombrello e stelle filanti, e, di fronte, il trono di diamante (Vajrasana) del Buddha, su cui sedeva quando resistette alle tentazioni e alle minacce di Mara, il Satana del Buddismo, e quando raggiunse la Buddità. Gli esseri umani e celesti lo adorano. La figura a sinistra è forse Sujata, che porta il pasto che ha preparato per Gautama prima che iniziasse la sua ultima meditazione prima della illuminazione. Vicino al centro del pannello c'è Mara, seduto su un trono con assistenti intorno, e avanzando da lui verso il trono sono le sue figlie, che hanno cercato con le loro lusinghe di sedurre Gautama dalla sua missione. Dall'altro lato, cioè nella metà destra del pannello, ci sono le schiere dei demoni di Mara, che personificano i vizi, le passioni e le paure dell'umanità. Il vigore e l'umorismo con cui sono ritratti questi esseri fantastici è molto sorprendente e molto più forte di qualsiasi cosa del tipo prodotto dagli artisti dell'arte greco-buddista di Gandhara. Vedi anche La sconfitta di Mara (in "The Life of Buddha"). |
| Capitelli |                                | |
| Sinistro | Destro                         | Elefanti rivolti nelle quattro direzioni decorano la sommità dei pilastri del portale e sostengono gli architravi. Sono raccolti attorno ad un pilastro centrale di sezione quadrata decorato con un grande disegno a palmetta fiammeggiante. I capitelli sono affiancati da un Yakshini danzante sotto il fogliame. |
| Pilastri |                                | |
| Facce esterne                                                                                                   |                                | |
| Sinistra | Destra                         | Sinistra. Il lato esterno del pilastro sinistro (rivolto a est) non ha rilievi narrativi, ma mostra solo simboli buddisti e intricati disegni vegetali. La faccia esterna è divisa verticalmente in tre fasce, quella centrale costituita da una sovrapposizione di numerose palmette fiammeggianti (nove in totale), e le due fasce esterne costituite da una sovrapposizione di ganci porta ghirlanda. La parte inferiore della faccia del pilastro ha due impronte del Buddha con una ruota della Legge sulla suola. La faccia del pilastro è coronata da un simbolo Shrivatsa decorato. Destra. La faccia esterna sul lato destro presenta la stessa decorazione di fondo, con le tre fasce verticali e la sovrapposizione di palme di fuoco e ghirlande reggiganci, ma manca dei simboli, inferiore e superiore, dell'impronta del Buddha e del decorato Shrivatsa. |
| Montante sinistro, lato anteriore (La maggior parte delle scene su questo lato sembrano riferirsi a Shravasti.) |                                | |
| Pannello superiore                                                                                              |                                | Grande miracolo di Shravasti (chiamato anche miracolo dell'albero di mango, con il Buddha che cammina in aria). Al centro, un albero di mango con davanti il trono del Buddha (il Buddha, ovviamente, aniconico). Intorno al Buddha c'è un cerchio dei suoi seguaci che portano ghirlande all'albero o in atteggiamenti di adorazione. Fu sotto un albero di mango che, secondo i testi Pali, Buddha compì il grande miracolo a Shravasti, quando camminò nell'aria, e le fiamme si staccarono dalle sue spalle e ruscelli d'acqua dai suoi piedi. Ma qui non c'è alcuna indicazione precisa del miracolo. Nell'antropomorfa (non-aniconica) arte greco-buddista di Gandhara, il Buddha sarebbe semplicemente mostrato nella sua forma umana, sollevandosi leggermente in aria, con fiamme che sgorgano dai suoi piedi e acqua che sgorga dalle sue spalle. |
| II pannello |                                | Il Jetavana di Shravasti, mostra le tre residenze preferite del Buddha. Il Jetavana di Shravasti, mostra le tre residenze preferite del Buddha: la Gandhakuti, la Kosambakuti e la Karorikuti, con il trono del Buddha nella parte anteriore di ciascuna. Il giardino di Jetavana fu donato al Buddha dal ricco banchiere Anathapindika, che lo acquistò per tanti pezzi d'oro quanti ne avrebbero coperto la superficie. Quindi, il primo piano del rilievo è mostrato coperto di antiche monete indiane (karshapana), proprio come è nel rilievo simile a Bharhut, dove i dettagli delle monete sono più evidenti. |
| III pannello |                                | Passeggiata aerea di Buddha. Presumibilmente, la lunga fascia in cima alle teste dei devoti è la passeggiata su cui sta camminando il Buddha. Il lungo padiglione aperto (mandapa) ricorda quello di Shravasti, ritratto nel rilievo di Bharhut. |
| IV pannello |                                | Processione del re Prasenajit di Kosala che lascia Shravasti per incontrare il Buddha. Una processione reale che esce da una porta della città, probabilmente Prasenajit di Kosala che parte da Shravasti per incontrare il Buddha. |
| V pannello |                                | Paradiso di Indra (nandana). Il significato di questa scena, che è analoga a molte altre sulle porte, non è chiaro. Forse, come la scena alle porte dello Stupa n. 3, potrebbe rappresentare il Paradiso di Indra (nandana), dove regnavano il piacere e la passione. |
| Pilastro sinistro, faccia interna (Si riferisce particolarmente a Rajagriha)                                    |                                | |
| Pannello superiore                                                                                              |                                | Visita di Indra al Buddha nella grotta di Indrasaila vicino a Rajagriha. Nella parte superiore del pannello c'è una grotta artificiale che ricorda, nella sua facciata, molti santuari buddisti chaitya, scavati nella roccia, in India occidentale e centrale. Davanti alla porta c'è il trono che segna la presenza del Buddha. Gli animali che sbucano tra le rocce servono ad indicare la natura selvaggia del luogo. Di seguito è la compagnia di Indra in atteggiamenti di adorazione, ma non è possibile determinare quale di queste figure rappresenti Indra e quale il suo musicista Panchasikha che lo accompagnava. |
| II pannello |                                | Corteo reale lascia Rajagriha. Un re e il suo corteo escono da una città. Poiché il pannello su questo lato del pilastro si riferisce in particolare a Rajagriha, è probabile che il re sia Bimbisara o Ajatasatru, in visita al Buddha sulla collina Gridhrakuta, e che la città sia Rajagriha. Vedi anche: Siddhartha e re Bimbasara (in "La vita di Buddha"). |
| III pannello |                                | Giardino di bambù (Venuvana) a Rajagriha, visita di Bimbisara. Il giardino di bambù (Venuvana) a Rajagriha, con il trono del Buddha al centro e i devoti intorno. L'identità del punto è indicata dai bambù su entrambi i lati del pannello. Questo evento si riferisce a una visita del re Bimbisara al Buddha. |
| IV pannello |                                | Dvarapala, deità guardiana. Posizionata com'è, nel pannello interno del portale, la divinità custodisce il lato sinistro dell'ingresso allo stupa. Questo Dvarapala è fronteggiato da un altro sul lato destro. |
| Pilastro destro, faccia interna                                                                                 |                                | |
| Pannello superiore                                                                                              |                                | Stranieri che fanno una dedica alla Porta meridionale del Grande Stupa. Probabilmente la dedica di uno stupa, ma potrebbe anche riferirsi alla morte (parinirvana) del Buddha. Tra la folla che celebra l'occasione con musica e balli, alcuni indossano abiti e stivali alti che suggeriscono un clima freddo. Si possono notare anche le caratteristiche individuali e realistiche delle persone. Nell'avviso ufficiale a Sanchi si legge: "Stupa di stranieri adoranti". Il rilievo mostra 18 di questi stranieri e 4 Gandharva, divinità celesti, nel cielo soprastante. Questi sono stati chiamati "stranieri dall'aspetto greco"" che indossano abiti greci completi di tunica, mantelli e sandali, tipici dell'abbigliamento greco da viaggio, e usano strumenti musicali dell'Asia centrale (il doppio flauto aulos, o il corno simil carnyx. Un altro straniero piuttosto simile è anche raffigurato a Bharhut, nel Bharhut Yavana, che indossa anche una tunica e una fascia reale alla maniera di un re greco, e mostra un triratna buddista sulla sua spada. La parte superiore del pannello mostra divinità celesti che celebrano la dedicazione dello Stupa. |
| II pannello |                                | Offerta di una ciotola di miele al Beato da parte di una scimmia. L'offerta di una ciotola di miele al Beato da parte di una scimmia. Il Buddha è qui rappresentato dal suo albero di pipal e dal suo trono, a cui i devoti rendono omaggio. La figura della scimmia viene ripetuta due volte, prima con la ciotola e poi a mani vuote dopo la consegna del dono. La scena è raffigurata più o meno allo stesso modo sui rilievi dell'arte greco-buddista di Gandhara. |
| III pannello |                                | Miracolo a Kapilavastu. Suddhodana prega mentre suo figlio il Buddha si alza nell'aria, lodato dagli esseri celesti (è visibile solo il suo percorso). Tale pannello è da interpretare in abbinamento al pannello corrispondente contiguo sulla faccia anteriore del medesimo pilastro. Quando Buddha tornò nella sua città natale di Kapilavastu, suo padre Suddhodana uscì con un seguito reale per incontrarlo, e sorse una questione di etichetta su chi avrebbe dovuto salutare per primo l'altro: il padre, che era re, o il figlio, che era diventato il Buddha. Allora il Buddha risolse la difficoltà camminando miracolosamente a mezz'aria. Qui, nel pannello sulla faccia interna, vediamo un banano, e, di fronte ad esso, il trono che simboleggia il Buddha mentre è sospeso nell'aria sopra di esso è il chahkrama o passeggiata su cui il Buddha era solito fare i suoi esercizi e che qui simboleggia che sta camminando nell'aria. Sopra di esso sono gli esseri celesti (gandharva) con ghirlande nelle mani. A destra dell'albero c'è il re Suddhodana con assistenti, uno dei quali tiene l'ombrello reale. Il motivo dell'albero di banyan (Ficus benghalensis, Skr: nyagrodha) è che il re ha donato a suo figlio un parco di alberi di banano al suo ritorno, e l'albero, quindi, aiuta a localizzare lui. Nella scena corrispondente sulla faccia anteriore il Buddha è probabilmente rappresentato in questo parco con discepoli (ma invisibili a causa dell'aniconismo) e seguaci intorno a lui. |
| IV pannello |                                | Dvarapala divinità guardiana. Posizionata com'è, nel pannello interno della porta, la divinità custodisce il lato destro dell'ingresso allo stupa. Questo Dvarapala è contrapposto ad un altro sul lato sinistro. |
| Pilastro destro, lato anteriore                                                                                 |                                | |
| Pannello superiore                                                                                              |                                | Discesa del Buddha dal paradiso Trayastrimsa a Sankissa. La discesa del Buddha dal cielo Trayastrimsa, dove era rinata Maya, sua madre, e dove lui stesso ascese per predicarle la Legge. Si suppone che questo miracolo sia avvenuto a Sankissa (Sankasya). Al centro del rilievo c'è la scala miracolosa dalla quale discese il Buddha, assistito da Brahma e Indra. In cima alla scala c'è l'albero e il trono del Buddha con gli dei su entrambi i lati in atteggiamento di adorazione. Altri deva lo assistono mentre discende, tra i quali quello alla destra della scala che tiene un "chauri" e un loto potrebbe essere Brahma. Ai piedi della scala l'albero e il trono si ripetono con un trio di devoti su entrambi i lati, indicando che il Buddha è tornato di nuovo sulla terra. |
| II pannello |                                | La grande partenza del Buddha da Kapilavastu. Una figura reale su un carro trainato da un cavallo esce da una porta della città. La scena è analoga a quella della partenza di Buddha da Kapilavastu sulla Porta orientale, ma in quel caso non c'è il carro, mentre in questo caso non c'è l'ombrello sopra il cavallo per indicare la presenza del Buddha. Tuttavia, un ombrello reale tenuto su un punto vuoto del carro suggerirebbe la presenza del Buddha. La figura in piedi al suo fianco, con un vaso d'acqua (bhrihgara) in mano, indica che si sta facendo un dono. In alternativa, potrebbe essere il re Suddhodana che parte da Kapilavastu per incontrare suo figlio, il Buddha, nell'occasione in cui gli ha donato un parco di alberi di mango. Vedi anche Siddhartha lascia il palazzo di suo padre (in "The Life of Buddha"). |
| III pannello |                                | L'insegnamento agli Shakya: Questo pannello potrebbe rappresentare il Buddha che insegna agli Shakya. Può essere interpretato anche in relazione al pannello del Miracolo a Kapilavastu sullo stesso pilastro (Pilastro destro, faccia interna, III pannello). Quando Buddha tornò nella sua città natale di Kapilavastu, suo padre Suddhodana uscì con un seguito per incontrarlo e il Buddha compì il suo Miracolo del Cammino nell'aria. In questa scena, sulla faccia anteriore del pilastro, il Buddha è probabilmente rappresentato proprio in questo parco con discepoli e seguaci intorno a lui. |
| IV pannello |                                | Scena abrasa non identificata. |

#### Stupa n. 1 - Porta orientale
La Porta orientale descrive eventi storici durante la vita del Buddha, così come diversi miracoli da lui compiuti. Fu la terza ad essere eretta.
| Porta orientale ("Grande Stupa" n. 1, Sanchi. I secolo a.C.)                                                                                       |                               | |
| |                               | La Porta orientale dello Stupa n. 1. La Porta orientale dello Stupa n. 1 è una delle quattro porte riccamente scolpite o torana, che circondano lo Stupa n. 1, il "Grande Stupa". È la terza porta ad essere stata costruita. Come le altre porte, è composta da due pilastri quadrati sormontati da capitelli, che a loro volta sorreggono una sovrastruttura di tre architravi con estremità a volute. |
| Architravi |                               | |
| Architravi frontali | Architravi posteriori         | Gli architravi sono tutti quasi intatti. Erano coronati da due grandi simboli Shrivatsa decorati a tutto tondo, simboli del Buddismo (ne rimane solo uno). Hanno elefanti montati da Mahut e un leone seduto alle loro estremità. Un solo Yakshini rimasto (angolo in alto a destra) suggerisce che molti altri sono stati persi. |
| Architrave centrale anteriore | Architrave centrale anteriore | La grande partenza. Durante la notte, il principe Siddharta lascia il palazzo di Kapilavastu (estrema sinistra) mentre sua moglie Yashodharā, il suo bambino Rāhula e i ballerini stanno dormendo. Siddharta cavalca il suo cavallo Kanthaka, che viene sollevato da terra dagli Yakṣa per non fare rumore ed evitare di svegliare le guardie. Il cavallo avanza da sinistra a destra, lontano dalla città, e progressivamente più in alto nell'aria. Siddharta non è visibile, ma Chandaka tiene un parasole reale "chatra" per indicare il fatto che Siddharta sta cavalcando. Dopo il suo arrivo nella foresta sulla destra, Siddharta si toglie le vesti, si taglia i capelli e riporta il cavallo a Chandaka. Si vede il cavallo tornare senza cavaliere, questa volta camminanando per terra e, ovviamente, questa volta privo del parasole "chatra" sopra di esso. Quando Siddharta rimane nella foresta, è simboleggiato dalle due piante dei piedi (estrema destra). Siddharta ha rinunciato al mondo. |
| Architrave centrale anteriore destra |                               | Il famoso Yakshini, sotto il fogliame e appeso di fronte a un elefante, sul lato della porta orientale. |
| Capitelli dei pilastri |                               | |
| Capitello destro |                               | I pilastri dell'ingresso orientale sono caratterizzati da elefanti nelle quattro direzioni, guidati da mahut che tengono uno stendardo buddista. Sono raccolti intorno ad un pilastro di sezione quadrata, decorato con un disegno a palmeta di fiamma. Un Yakshini sotto il fogliame li fiancheggia sul lato. |
| Pilastri |                               | |
| Pilastro sinistro, lato anteriore |                               | |
| Pannello superiore |                               | Il miracolo della camminata in aria a Savrasti. Mentre il Buddha cammina nell'aria, i devoti sono allineati e guardano in alto. Il Buddha non è visibile (aniconismo), e solo il suo percorso (chankrama) lo è, separando il pannello orizzontalmente in due parti. |
| II pannello |                               | Tempio dell'albero della Bodhi a Bodh Gaya. L'illuminazione del Buddha avvenne qui sotto l'Albero della Bodhi a Bodh Gaya, e Asoka costruì un Trono di diamante sul luogo, nonché un tempio per ospitare l'Albero della Bodhi all'interno. Allargandosi attraverso le sue finestre superiori, si possono vedere i rami dell'albero sacro. A destra e a sinistra del tempio ci sono quattro figure in atteggiamento di adorazione, forse i Re Guardiani dei Quattro Quartieri (Lokapāla). Il trono venne scoperto dopo gli scavi vicino alla posizione dell'albero della Bodhi nel XIX secolo, ed è ora venerato nel Tempio di Mahabodhi a Bodh Gaya. |
| III pannello |                               | Miracolo del Buddha che cammina sul fiume Nairanjana. Il fiume Nairanjana è mostrato in piena e Kasyapa accompagnato da un discepolo e un barcaiolo si stanno affrettando su una barca per salvare il Buddha. Poi, nella parte inferiore del quadro, appare il Buddha, rappresentato dalla sua passeggiata (chahbama), che cammina sulla superficie delle acque, e in primo piano si ripetono due volte le figure di Kasyapa e del suo discepolo, ora su terreno asciutto mentre rendono omaggio al Maestro (rappresentato dal trono alla destra, nell'angolo in basso). In tutti, il Buddha non è visibile (aniconismo), rappresentato solo da un percorso sull'acqua, e il suo trono vuoto in basso a destra. |
| Pannello inferiore |                               | Bimbisara con il suo corteo reale, uscito dalla città di Rajagriha, per far visita al Buddha. Bimbisara con il suo corteo reale uscente dalla città di Rajagriha, in visita al Buddha, qui simboleggiato dal suo trono vuoto. Questa visita avvenne dopo la conversione di Kasyapa, che fu provocata da una serie di miracoli, uno dei quali è illustrato nel pannello sopra. |
| Pilastro sinistro, faccia interna (Questa faccia riguarda i miracoli mediante i quali Buddha ha convertito il Brahman Kasyapa e i suoi discepoli.) |                               | |
| Pannello superiore |                               | Visita di Indra e Brahma al Buddha. La visita di Indra e Brahma al Buddha avvenne nella città di Uruvilva. Vicino al centro del pannello è il trono che indica la presenza del Buddha, sormontato dall'ombrello; dietro di esso, Indra e Brahma in piedi in atteggiamento di adorazione; sullo sfondo, le case di Uruvilva e le persone impegnate nelle loro faccende quotidiane. A sinistra, un uomo e una donna, mentre la donna macina spezie su una pietra "cari"; vicino, a destra, un'altra donna è al lavoro a una tavola, mentre una terza pesta il riso con pestello e mortaio, e una quarta sta ventilando il grano con un ventaglio. In primo piano è il fiume Nairanjana, con il bestiame sulle sue sponde e una donna che attinge acqua in una brocca. Uno degli abitanti del villaggio ha le mani giunte in atteggiamento di preghiera. |
| II pannello |                               | Buddha doma i Naga a Uruvilva Questo pannello riguarda la vittoria del Buddha sul serpente nella cappella del fuoco a Uruvilva. Il Buddha ottenne il permesso di Kasyapa di passare la notte in una cappella del fuoco nel suo eremo, che era abitato da un temibile Naga. Il Naga lo attaccò con fumo e fuoco, ma si scontrò con le stesse armi e, sopraffatto, si insinuò nella ciotola dell'elemosina del Buddha. Al centro del pannello c'è il tempio del fuoco con un altare del fuoco davanti e un trono che indica la presenza del Buddha all'interno, mentre dietro il trono c'è il Naga a cinque teste. Le fiamme fuoriescono dalle finestre del tetto. Su entrambi i lati del tempio ci sono gli asceti brahmanici in piedi in un atteggiamento di rispetto e venerazione. In primo piano, a destra, c'è una capanna di foglie (parna-sala) e un asceta sulla soglia seduto su una stuoia, con le ginocchia legate da una fascia e i capelli (jafa) attorcigliati a turbante intorno alla testa. Evidentemente è un Brahman che fa penitenza. Davanti a lui c'è un altro Brahman in piedi e apparentemente gli riferisce il miracolo; e vicino c'è un piccolo altare di fuoco e gli strumenti del sacrificio vedico. A sinistra c'è il fiume Nairanjana, in cui si bagna un altro asceta e da cui attingono acqua tre giovani novizi. |
| III pannello |                               | Il miracolo del fuoco e del legno. Questa è una raffigurazione dei miracoli del legno, del fuoco e dell'offerta. Nella storia della conversione di Kasyapa si racconta che, dopo il miracolo del tempio del fuoco, i Brahmani prepararono un sacrificio, ma la legna per il fuoco non poteva essere spezzata, il fuoco non poteva essere acceso e l'oblazione non poteva essere offerta, finché in ogni caso il Buddha non avesse dato il suo consenso. Nel rilievo è rappresentato questo triplice miracolo. In primo piano, a destra, un asceta Brahman ha l'ascia alzata per spaccare la legna, ma non scenderà finché Buddha non darà il permesso; poi vediamo l'ascia conficcata nel ceppo. Allo stesso modo, un Brahman è impegnato a ventilare il fuoco su un altare, ma il fuoco non arderà finché il Buddha non lo permetterà. Poi vediamo l'altare ripetuto e le fiamme che divampano su di esso. La terza fase del miracolo, quella dell'oblazione, è indicata dall'unica figura di un Brahman che regge un cucchiaio dell'oblazione sopra un altare fiammeggiante. Le altre figure di questa tavola, di due novizi che portano legna e vettovaglie, sono semplici accessori, mentre lo stupa sullo sfondo, decorato con disegni di conchiglie e circondato da una ringhiera quadrata, serve a dare colore locale alla scena. |
| Pannello inferiore |                               | Guardiano Dvarapala. |
| Pilastro destro, faccia interna (Questa faccia del pilastro è dedicata a scene a Kapilavastu, il luogo di nascita di Gautama)                      |                               | |
| Pannello superiore |                               | Omaggio del re Suddhodana al Buddha. Al centro, l'albero e il trono del Buddha, con intorno un gruppo di adoratori, tra cui il re Suddhodana, il padre del Buddha, che è in piedi immediatamente davanti al trono. Il re indossa lo stesso copricapo come nel pannello sottostante. L'episodio rappresentato è l'omaggio reso dal Re a suo figlio dopo il ritorno a Kapilavastu. |
| II pannello |                               | Processione del re Suddhodana da Kapilavastu. In alto è raffigurato il sogno di Maya, la madre del Buddha, altrimenti chiamata concezione del Bodhisattva. Maya, la regina, è sdraiata in un padiglione del palazzo, e su di lei sta discendendo il Bodhisattva sotto forma di un elefante bianco. Questa scena, ben nota a tutti i buddisti, serve ad identificare la città qui rappresentata come Kapilavastu. Al di sotto di essa un corteo reale avanza per le vie della città ed esce dalla porta. Questa è la processione del re Suddhodana, quando andò a incontrare suo figlio al suo ritorno a Kapilavastu. Poi, in fondo alla tavola, è raffigurato il miracolo che Buddha compì in questa occasione camminando a mezz'aria, e, all'estremo nell'angolo in basso a sinistra, c'è un banano (nyagrodha) per indicare il parco dei banani che Suddhodana donò a suo figlio. Il Buddha che cammina a mezz'aria è rappresentato, come sulla Porta settentrionale, dalla sua passeggiata (chankrama) e suggerito dai volti rivolti all'insù del re e del suo seguito mentre guardano meravigliati il miracolo. |
| Pannello inferiore |                               | Guardiano Dvarapala. |
| PIlastro destro, faccia anteriore |                               | |
| Intera lunghezza |                               | I sei cieli inferiori degli Dei. I sei cieli inferiori degli dei (Devaloka) o "Cieli di Kamavachara", in cui le passioni sono ancora impervie, parte integrante della cosmologia buddhista. Partendo dalla base sono i seguenti: (1) Il paradiso dei Quattro Grandi Re: i Reggenti dei Quattro Quarti (Lokapāla (Chaturmaharajika); (2) Il cielo dei Trentatré dèi (Trāyastriṃśa) su cui presiede Sakra; (3) Il cielo su cui regna Yama, il Dio della morte, dove non c'è cambiamento di giorno o notte; (4) Il paradiso Tushita, dove i Bodhisattva sono nati prima di apparire sulla terra come salvatori dell'umanità, e dove ora risiede Maitreya; (5) Il paradiso dei Nirmanarati, che creano i propri piaceri; (6) Il cielo degli dei Parinirmita-Vasavartin, che si abbandonano ai piaceri creati per loro da altri e sui quali Mara è re. Ciascuno di questi sei cieli o devaloka è rappresentato da un piano di un palazzo, la cui facciata è divisa da pilastri in tre campate, i pilastri nei piani alterni sono semplici o provvisti di elaborati capitelli persepoliti. Nella baia centrale siede un dio, come un re indiano, che tiene un fulmine (vajra) nella mano destra e una fiasca contenente nettare (amrita) nella sinistra. Dietro di lui ci sono le sue inservienti con in mano l'ombrello reale ("Muttra") e il frustino ("chauri"). Nella baia alla sua destra, seduto su un sedile leggermente più basso, è il suo viceré (uparaja) e alla sua sinistra sono i musici e i danzatori di corte. Con lievi variazioni le stesse figure si ripetono in ciascuno dei sei cieli. Niente, forse, potrebbe dare un'idea migliore della monotonia del piacere nei cieli buddisti dell'uniformità di queste ripetizioni. Il pannello più in alto di tutti, con due figure sedute su una terrazza e assistenti dietro, è trattato in modo abbastanza diverso dai devaloka sottostanti e sembra rappresentare il più basso dei Brahmaloka, che secondo le idee buddiste si elevano al di sopra dei cieli inferiori. |

#### Stupa n. 1 - Porta occidentale
La porta occidentale dello Stupa n. 1 è l'ultima delle quattro porte del Grande Stupa ad essere stata costruita.
| Porta occidentale ("Grrande Stupa" n. 1, Sanchi, I secolo a.C.) |                                 | |
|                                                                 |                                 | La porta occidentale dello Stupa n. 1. La Porta occidentale dello Stupa n. 1 è una delle quattro porte riccamente scolpite o torana, che circondano lo Stupa n. 1, il "Grande Stupa". È l'ultima delle quattro porta ad essere stata costruita. Come le altre porte è composta da due pilastri quadrati sormontati da capitelli, che a loro volta sorreggono una sovrastruttura di tre architravi con estremità a volute. |
| Architravi                                                      |                                 | |
| Architravi frontali                                             | Architravi posteriori           | Gli architravi sono tutti pressoché intatti, ma non vi sono quasi resti di decorazioni "a tutto tondo" intorno o sopra di essi. Rimane solo un frammento di capitello con base composta da leoni, al centro in alto del torana. |
| Retro dell'architrave superiore                                 | Retro dell'architrave superiore | Re dei Malla che porta le reliquie del Buddha a Kushinagar. Dopo la morte del Buddha, le sue reliquie furono prese in possesso dai Malla di Kushinagar, il cui capo è qui raffigurato mentre cavalca un elefante e porta le reliquie, sulla testa, nella città di Kusinagara. L'albero dietro il trono davanti alla porta della città sembra essere una shorea robusta e si riferisce al fatto che il parinirvana di Buddha ebbe luogo in un boschetto di quegli alberi. I due gruppi di figure portatrici di stendardi e offerte, che occupano le estremità di questo architrave, sono probabilmente collegati alla scena centrale, servendo ad indicare la gioia dei Malla per il possesso delle reliquie. |
| Retro dell'architrave centrale                                  | Retro dell'architrave centrale  | Assedio di Kushinagar da parte dei sette re. Questa è un'altra rappresentazione de "La guerra delle reliquie" (vedi architrave della porta meridionale). Qui i sette pretendenti rivali, contraddistinti dai loro sette ombrelli reali, stanno avanzando con i loro eserciti verso la città di Kushinagar, il cui assedio non è ancora iniziato. La figura reale seduta all'estremità sinistra dell'architrave può rappresentare il capo dei Malla all'interno della città. Le figure principesche nel rilievo corrispondente all'estremità destra sembrano essere ripetizioni di alcuni dei pretendenti rivali. |
| Retro dell'architrave inferiore                                 | Retro dell'architrave inferiore | Tentazione del Buddha con l'esercito di Mara in fuga. Questa scena si estende sulle tre sezioni dell'architrave. Al centro è il tempio di Bodh Gaya con l'albero pipal e il trono del Buddha all'interno; a destra, gli eserciti di Mara in fuga sconfitti dal Buddha; a sinistra, i deva che celebrano la vittoria del Buddha sul Maligno ed esaltano le sue gloriose conquiste. Il tempio di Bodh Gaya, che racchiudeva l'albero della Bodhi, fu costruito due secoli dopo dall'imperatore Ashoka. La sua rappresentazione in questa scena, quindi, è un anacronismo. |
| Capitelli                                                       |                                 | |
| Sinistro                                                        | Destro                          | I capitelli dei pilastri sono costituiti da gruppi di quattro Yakṣa (divinità tettoniche) che sostengono gli architravi. |
| Pilastri                                                        |                                 | |
| Pilastro sinistro, faccia anteriore                             |                                 | |
| Pannello unico                                                  |                                 | Paradiso di Indra. Probabilmente il "Paradiso di Indra" (nandana) con il fiume Mandakini in primo piano. Questo può essere correlato alle scene sulla Porta settentrionale e sulla piccola Porta dello Stupa n. 3. |
| Pilastro sinistro, faccia interna                               |                                 | |
| Pannello superiore                                              |                                 | Syama Jataka Syama, il Buddha in una vita precedente, era l'unico figlio di un eremita cieco e di sua moglie, che sostiene con devozione. Un giorno, Syama va ad attingere acqua al fiume e viene colpito da una freccia dal re di Benares, che è a caccia. A causa della penitenza del re e del dolore dei suoi genitori, Indra interviene e permette a Syama di guarire e di restituire la vista ai suoi genitori. Nell'angolo in alto a destra della tavola sono i due eremi con il padre e la madre seduti di fronte. Sotto di loro il figlio Syama sta venendo ad attingere acqua dal ruscello. Poi, a sinistra, vediamo la figura del Re ripetuta tre volte, prima che spara al ragazzo nell'acqua, poi con l'arco in mano, poi in piedi penitente con arco e freccia scartati; e nell'angolo in alto a sinistra sono il padre, la madre e il figlio guariti, e al loro fianco il dio Indra e il re. Il Buddha in una vita precedente è stato quindi dato come esempio di pietà filiale. |
| II pannello                                                     |                                 | Illuminazione del Buddha con il Naga che si rallegra. La scena raffigura l'illuminazione (sambodhi) del Buddha. Al centro c'è il trono del Buddha sotto l'albero pipal, che viene inghirlandato dagli angeli (gandharvas); intorno ci sono i Naga e i Nagi che celebrano la vittoria del Buddha su Mara. Vedi anche: Siddhartha diventa Buddha (in "The Life of Buddha"). |
| Pannello inferiore                                              |                                 | Miracoloso attraversamento del Gange da parte del Buddha quando lasciò Rajagriha per visitare Vaisali (resti). Di questo pannello rimane solo la parte superiore, ma sembra raffigurare il miracoloso attraversamento del Gange da parte del Buddha quando lasciò Rajagriha per visitare Vaiśālī. La parte inferiore del pannello sembra essere stata tagliata, quando la porta fu restaurata dal Col. Cole. Il pannello è mostrato completo nell'illustrazione di Maisey in Sanchi e i suoi resti (targa XXI) Vedi anche: Il Buddha istruisce i monaci di Vaisali (in "La vita di Buddha") |
| Pilastro destro, faccia interna                                 |                                 | |
| Pannello superiore                                              |                                 | Illuminazione del Buddha con l'esercito di Mara in fuga. L'illuminazione ("sambodhi") del Buddha. Verso la parte superiore del pannello c'è l'albero pipal e il trono del Buddha, e intorno a loro una folla di adoratori, uomini e donne, dei e animali. È il momento successivo alla sconfitta di Mara e dei suoi ospiti. I Naga, creature alate, angeli e arcangeli, ciascuno che sprona i suoi compagni, si avvicinano al Grande Essere ai piedi dell'albero della Bodhi e mentre arrivavano gridando con gioia che il saggio ha vinto, che il Tentatore è stato rovesciato. Il deva con la testa gigante, che cavalca l'elefante o il leone a destra del pannello, dovrebbe essere Indr o Brahma. L'interpretazione delle tre figure dolenti in piedi ai tre lati del trono in primo piano è problematica. Nella scena del Mahabhinishkramana sulla Porta orientale abbiamo già visto che l'artista ha inserito un albero jambu al centro del pannello, per ricordare allo spettatore la prima meditazione del Bodhisattva e il percorso che conduceva lui. Quindi, qui, queste tre figure, che sono sorprendentemente simili ai tre Yaksha addolorati nella scena del Mahdbhinishkramana e sono state probabilmente eseguite dalla stessa mano, possono essere un promemoria della Grande Rinuncia che ha portato al raggiungimento della Buddità; la porta dietro potrebbe essere anche un ricordo della porta di Kapilavastu. Vedi anche: Siddhartha diviene Buddha (in "The Life of Buddha"). |
| II pannello                                                     |                                 | Gli Dei suppicano Buddha di predicare. Gli dei supplicano il Buddha di predicare. Le scritture buddiste ci dicono che dopo la sua illuminazione il Buddha esitò a far conoscere la verità al mondo. Allora Brahma, Indra, i quattro "Lokapala" (Reggenti dei Quattro Quarti) e gli arcangeli dei cieli si avvicinarono a lui e lo pregarono di girare la Ruota della Legge. Fu quando il Buddha fu seduto sotto l'albero di banano (nyagrodha) poco dopo la sua illuminazione, che questa supplica fu fatta, ed è un albero di banano con il trono sotto che è raffigurato in questo rilievo. Le quattro figure affiancate in primo piano potrebbero essere i quattro Lokapala. Vedi anche: Il Buddha è pronto a predicare la dottrina (in "La vita di Buddha"). |
| Pannello inferiore                                              |                                 | Guardiano Dvarapala. |
| Pilastro destro, faccia anteriore                               |                                 | |
| Pannello superiore                                              |                                 | Mahakapi Jataka. La storia racconta che il Bodhisattva nacque come una scimmia, governando oltre 80.000 scimmie. Vivevano in un luogo vicino al Gange e mangiavano i frutti di un grande albero di mango. Il re Brahmadatta di Benares, desiderando possedere i manghi, circondò l'albero con i suoi soldati, per uccidere gli animali, ma il Bodhisattva formò un ponte sul torrente con il proprio corpo e in questo modo consentì all'intera tribù di fuggire in sicurezza. Devadatta, il cugino geloso e malvagio del Buddha, in quella vita precedente era una delle scimmie e, pensando che fosse una buona occasione per distruggere il suo nemico, saltò sulla schiena del Bodhisattva e gli spezzò il cuore. Il re, vedendo la buona azione del Bodhisattva e pentendosi del suo stesso tentativo di ucciderlo, lo accudì con grande cura quando stava morendo e poi gli diede le esequie reali. Lungo il pannello del rilievo scorre, dall'alto verso il basso, il fiume Gange. A sinistra, in alto, c'è il grande albero di mango a cui sono aggrappate due scimmie, mentre il re delle scimmie è disteso attraverso il fiume dall'albero di mango alla sponda opposta, e sul suo corpo alcune scimmie sono già fuggite per le rocce e le giungle al di là. Nella parte inferiore del pannello, a sinistra, è il re Brahmadatta a cavallo con i suoi soldati, uno dei quali con arco e frecce sta mirando in alto verso il Bodhisattva. Più in alto nel pannello si ripete la figura del re, seduto sotto l'albero di mango che conversa con il Bodhisattva morente, che, secondo la storia Jataka, diede al re buoni consigli sui doveri di un capo. |
| II pannello                                                     |                                 | Il Bodhisattva predica nel paradiso Tushita. Al centro del pannello c'è l'albero e il trono del Buddha, e intorno al trono una compagnia di dei in piedi sulle nuvole in atteggiamenti di adorazione. Nella parte superiore del pannello ci sono "gandharvas" che portano ghirlande e sotto di essi, su ciascun lato dell'albero, Indra e Brahma cavalcano creature simili a leoni. Per rappresentare le nuvole sotto i piedi degli dei in primo piano e tra le figure nella parte superiore del pannello viene utilizzato un metodo convenzionale. Hanno l'aspetto quasi di rocce dalle quali escono le fiamme. |
| III pannello                                                    |                                 | La visita di Sakra. Il Buddha, rappresentato dal suo trono, sotto un albero fiorito con colline e giungla intorno. Forse l'albero è l'albero Rajayatana a Bodh Gaya, sotto il quale il Buddha si sedette poco dopo la sua illuminazione. Le figure in primo piano che adorano il Buddha sembrano essere deva. |
| IV pannello                                                     |                                 | Leoni araldici. Tre leoni araldici in piedi su un dispositivo floreale convenzionale. La svolta nelle foglie superiori è peculiare. Questo metodo di trattamento del fogliame è peculiare della scuola antica e non si trova mai in lavori successivi. L'iscrizione su questo pannello ricorda che il pilastro era un dono di Balamitra, allievo di Ayachuda (Arya-kshudra). |

#### Stupa n. 3 - Porta meridionale
Il porta dello Stupa n. 3, è l'ultima di tutte le porte Satavahana che vennero costruite a Sanchi. Si trova nell'immediato sud dello Stupa n. 3, è la più piccola delle quattro porte che circondano il Grande Stupa. È anche leggermente più antica e generalmente datata al I secolo.
| Porta meridionale (Stupa n. 3, Sanchi. I secolo.) |                                    | |
|                                                   |                                    | La porta dello Stupa n. 3, situata nell'immediato sud dell'edificio, è più piccola delle quattro porte che circondano il Grande Stupa. È anche leggermente più antica e generalmente datato al I secolo. Questa porta è alta circa 5 metri ed è adornata con rilievi nello stesso stile delle porte del Grande Stupa. Infatti, la maggior parte di questi rilievi sono mere ripetizioni dei soggetti e delle scene raffigurate sui portali maggiori, con poche eccezioni, specialmente la facciata dell'architrave inferiore. |
| Architravi                                        |                                    | |
| Front architraves                                 | Front architraves                  | I montanti degli architravi, o "falsi capitelli", sono approssimativamente di forma quadrata e si vedono all'incrocio tra architrave e pilastro, e tra gli architravi stessi. Qui sono nove in tutto solo sulla superficie degli architravi frontali. - Eroe straniero combatte contro un Makara. - Eroe con la fascia che lotta con un Makara. - Stranieri a cavallo. - Indiani a cavallo. - Indiani a cavallo di tori. - Indiani a cavallo di tori. - La regina Maya illustrata dagli elefanti. - Il Buddha rappresentato dal Dharmacakra. - Albero della Bodhi. |
| Architrave superiore frontale                     | Architrave superiore frontale      | Geni tra fogliame che formano volute. Questo tipo di rotoli è generalmente considerato di origine ellenistica, e doveva essere ampiamente utilizzato anche nell'arte greco-buddista di Gandhara. |
| Architrave medio frontale                         | Architrave medio frontale          | Buddha rappresentati da un Chaitya e due Albero della Bodhi e troni vuoti. |
| Architrave frontale inferiore                     | Architrave frontale inferiore      | L'unica scena che differisce materialmente da quelle sulle porte del Grande Stupa è quella delineata sulla faccia anteriore dell'architrave inferiore, che sembra rappresentare il Paradiso di Indra (Nandanavana). Al centro è il padiglione del dio, con lo stesso Indra seduto su un trono circondato da donne inservienti. In primo piano c'è il fiume Mandakini, che delimita il cielo di Indra, e a destra e a sinistra del padiglione ci sono montagne e giungla che formano un giardino del piacere per gli dei e gli esseri celesti che vi si trovano. Quindi, negli angoli accanto ai falsi capitelli, ci sono re Naga seduti con i loro servitori sulle pieghe dei sette cappucci, le cui spire mescolate con le acque del fiume sono portate fino alle estremità dell'architrave, e vanno a formare le volute che ne adornano le estremità. I mostri marini (Makara) e gli eroi che lottano con loro, ritratti sui falsi capitelli di questo architrave, sono particolarmente appropriati in questa posizione, dove le loro spire si combinano efficacemente con quelle dei Naga. |
| Rear architraves                                  | Rear architraves                   | Ordinati da sinistra a destra, dall'alto verso il basso: - Leone alato. - Leone alato. - Il Buddha rappresentato da Dharmacakra. - Uomo e donna su un elefante. - Uomo e donna su un elefante. - Stupa che rappresenta Buddha. - Lakshmi con elefanti. - Uomo e leoni. - Uomo e leoni. |
| Capitelli di pilastri                             |                                    | |
| Sinistro                                          | Destro                             | I capitelli dei pilastri sono costituiti da gruppi di quattro Yakṣa (divinità tettoniche) che sostengono gli architravi. Questa scelta è simile all'ultima delle porte del Grande Stupa, la Porta occidentale. |
| Pilastri                                          |                                    | |
| Pilastro sinistro, faccia anteriore               |                                    | |
| Adorazione di uno Stupa.                          | Adorazione di uno Stupa.           | La varietà e il dettaglio dei pannelli dei pilastri è molto inferiore a quella del Grande Stupa. Qui il primo pannello mostra l'adorazione di uno stupa da parte di quattro devoti indiani. Quindi, altri devoti si allineano semplicemente nel secondo e nel terzo pannello sottostanti. - II pannello - III pannello |
| Pilastro sinistro, faccia interna                 |                                    | |
| Pannello superiore                                | Pannello superiore                 | WorAdorazione dell'albero della Bodhi. Questa scena classica, e piuttosto semplicemente raffigurata, è ancora una volta l'unica scena didattica su questa faccia del pilastro. Il pannello seguente è composto solo da devoti allineati, e in basso c'è un pannello con Dvarapala divinità custode come si vede sulle altre porte, o forse un devoto, poiché sembra non essere armato. - II pannello - Pannello inferiore guardiano Dvarapala o devoto. |
| Pilastro sinistro, faccia posteriore              |                                    | |
| Pannello superiore                                | Pannello superiore                 | Insolitamente, il pannello posteriore del pilastro sinistro del portale è completamente decorato, fino al fondo. Ciò può essere spiegato dal fatto che lo stupa non è circondato da una ringhiera come nel Grande Stupa, rendendo quindi libero questo spazio posteriore. Il pilastro destro della porta invece non presenta decorazioni sul retro. Il pannello superiore è il Dharmacakra su un pilastro. - II pannello - Forse demoni, o l'attacco di Mara. |
| Pilastro destro, faccia interna                   |                                    | |
| Pannello superiore                                | Pannello superiore                 | Adorazione dell'albero della Bodhi. Questa scena classica e piuttosto semplicemente raffigurata è ancora una volta l'unica scena didattica su questa faccia del pilastro. Affronta persino una scena simile "Adorazione dell'albero della Bodhi" sulla superficie del pilastro di fronte all'ingresso. Il pannello successivo che scende è composto solo da devoti allineati, e in basso c'è un pannello con Dvarapala, divinità custode, come si vede sugli altri ingressi, o forse un devoto, poiché sembra non essere armato. - II pannello - Pannello inferiore, Dvarapala divinità custode o devoto. |
| Pilastro destro, faccia anteriore                 |                                    | |
| Adorazione del pilastro di Ashoka.                | Adorazione del pilastro di Ashoka. | Anche in questo caso la varietà e il dettaglio dei pannelli dei pilastri sono molto inferiori rispetto al Grande Stupa. Il primo pannello, tuttavia, è estremamente interessante, poiché mostra l'adorazione di quello che sembra il pilastro di Ashoka all'ingresso meridionale del Grande Stupa. Quindi altri devoti si allineano semplicemente nel secondo e nel terzo pannello sottostanti. - II pannello - III pannello |

## Ultimi periodi

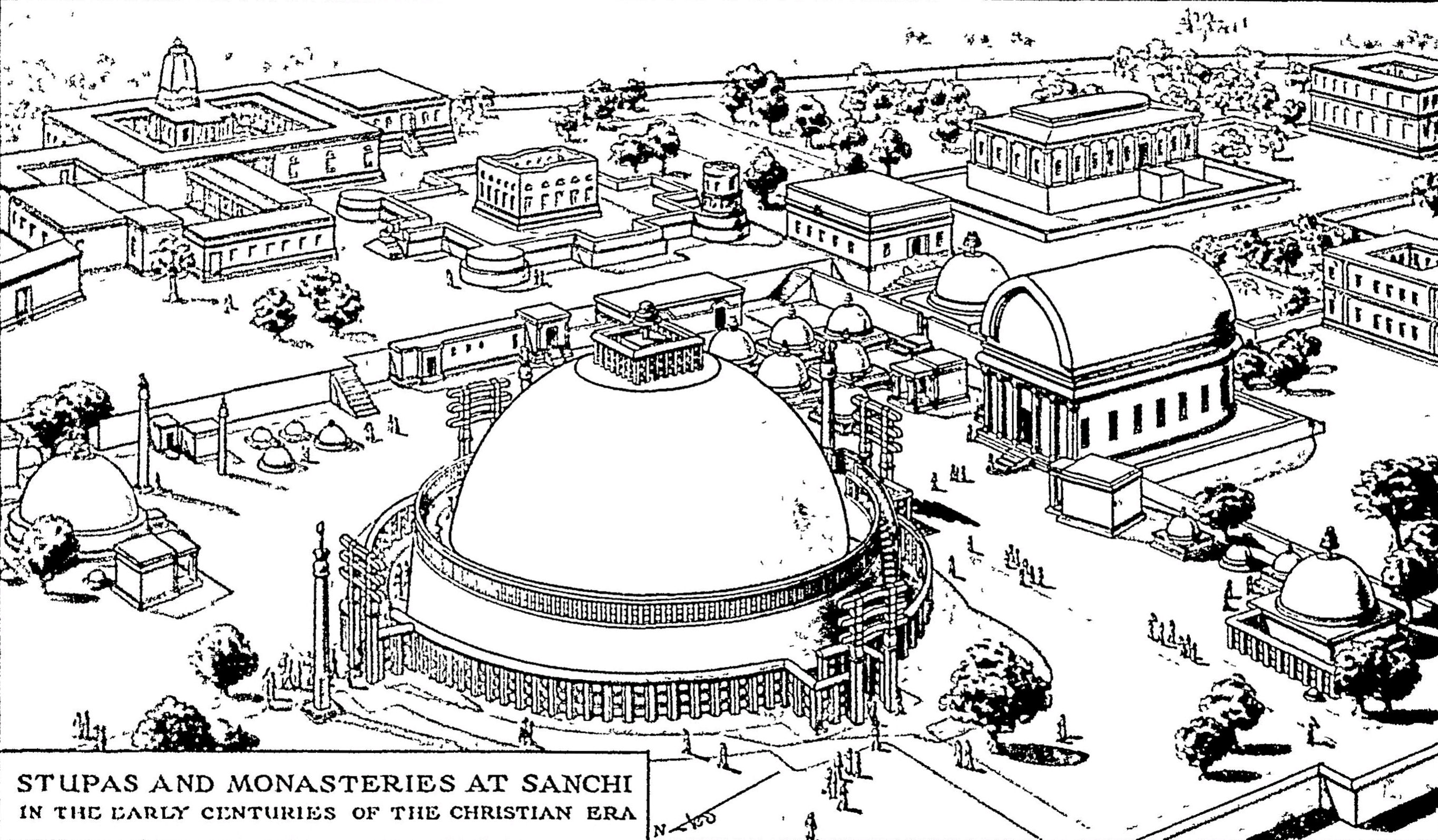
Stupa e monasteri a Sanchi nei primi secoli dell'era attuale. Ricostruzione, 1900

Ulteriori stupa e altre strutture religiose buddiste furono aggiunti nel corso dei secoli fino al XII secolo.

### Satrapi occidentali
Il dominio dei Satavahana nell'area di Sanchi durante il I secolo a.C. è ben attestato dai ritrovamenti di monete di rame Satavahana a Vidisha, Ujjain ed Eran col nome di Satakarni, nonché dall'iscrizione Satakarni sulla Porta meridionale dello Stupa n. 1.
Poco dopo, tuttavia, la regione cadde sotto i Satrapi occidentali sciti, forse sotto Nahapana (120), e poi certamente sotto Rudradaman I (130-150), come mostrano le sue iscrizioni a Junagadh. I Satavahana probabilmente riconquistarono la regione per qualche tempo, ma furono nuovamente sostituiti dai Satrapi occidentali nella metà del III secolo, durante il governo di Rudrasena II (255-278). I Satrapi occidentali rimasero fino al IV secolo, come mostrato dalla vicina iscrizione di Kanakerha che menziona la costruzione di un pozzo da parte del capo Saka e "giusto conquistatore" Sridharavarman, che regnò intorno al 339-368. Pertanto, sembra che l'impero Kushan non si estendesse all'area di Sanchi, e le poche opere d'arte Kushan trovate a Sanchi sembrano provenire da Mathura. In particolare, a Sanchi sono state trovate alcune statue Mathura a nome del sovrano Kushan Vasishka (247-267).

### Gupta
I successivi governanti dell'area furono i Gupta. Iscrizioni di un Chandragupta II vittorioso nell'anno 412-423 si trovano sulla ringhiera vicino alla porta orientale del Grande Stupa.
(Iscrizione di Chandragupta II, 412-413.)

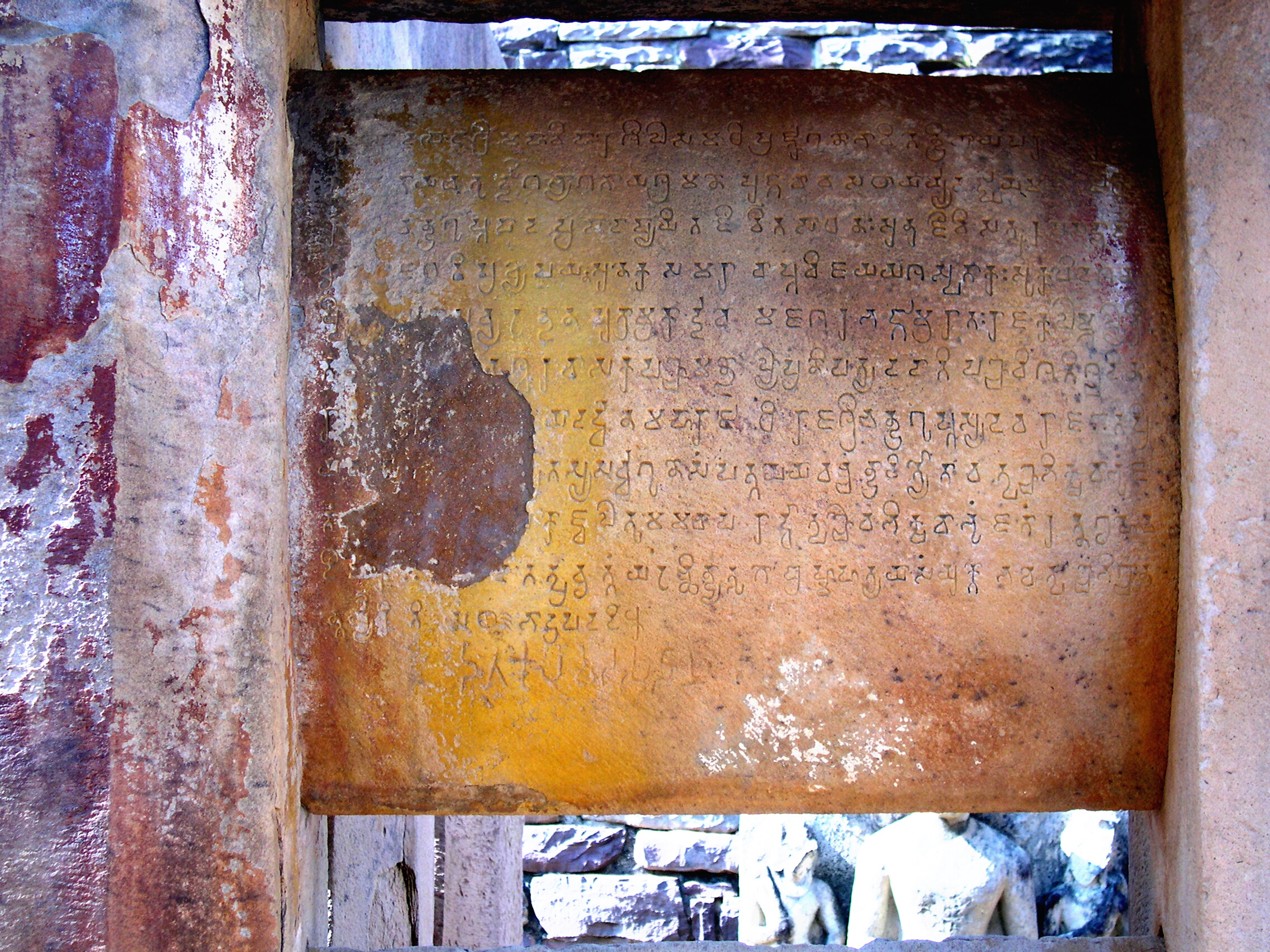
Sanchi, iscrizione di Chandragupta II.

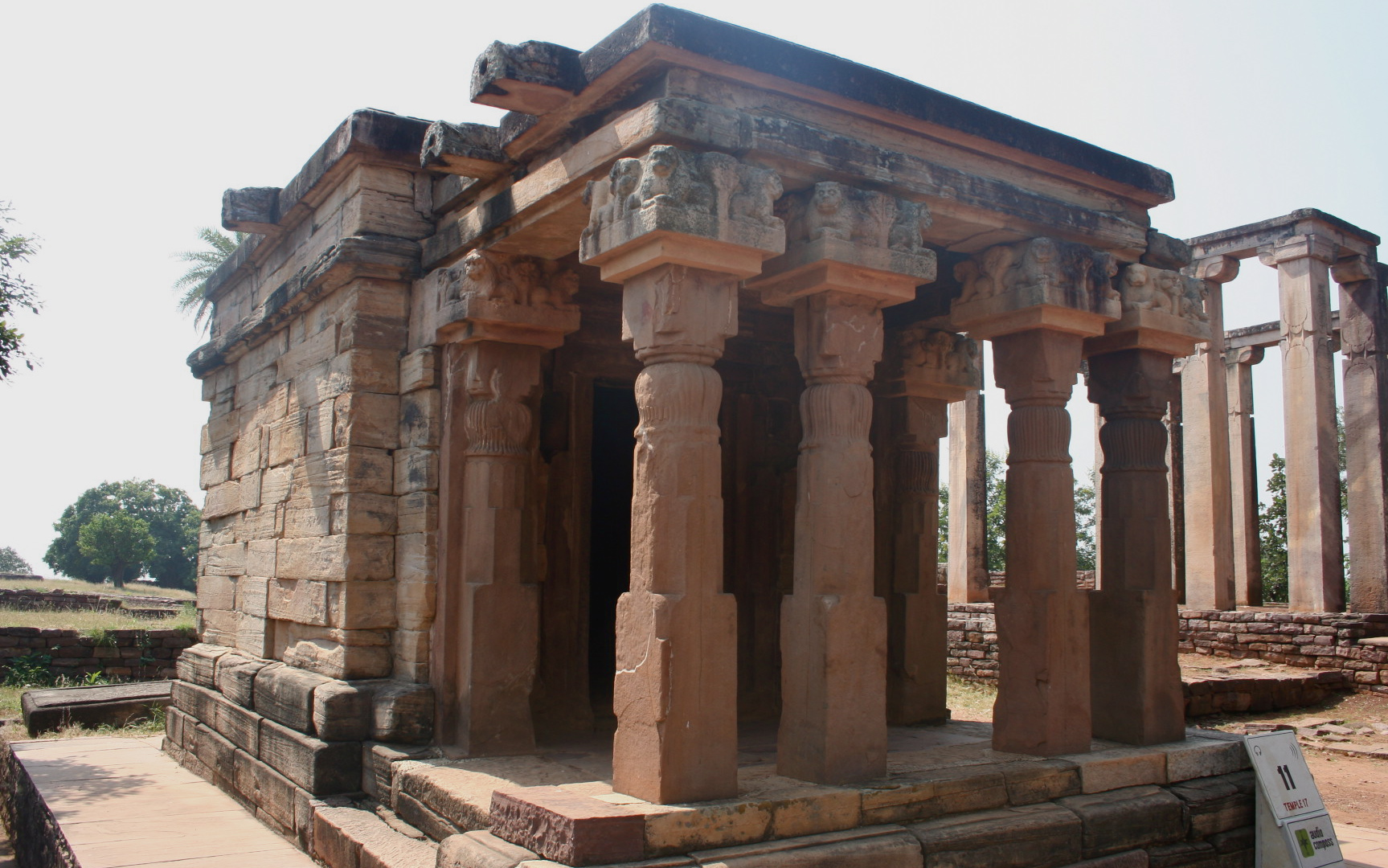
Tempio 17: periodo Gupta. V secolo.

Il Tempio 17 è un antico tempio autonomo (che segue i grandi templi rupestri dell'architettura indiana scavata nella roccia), poiché risale al primo periodo Gupta (probabilmente primo quarto del V secolo). Potrebbe essere stato costruito per uso buddista (che non è certo), ma il tipo di cui rappresenta una versione molto antica doveva diventare molto significativo nell'architettura dei templi indù. Consiste in un sancta sanctorum quadrato a tetto piano con un portico e quattro pilastri. L'interno e tre lati dell'esterno sono semplici e privi di decorazioni, ma la parte anteriore e i pilastri sono elegantemente scolpiti, conferendo al tempio un aspetto quasi "classico", non dissimile dai templi rupestri scavati nella roccia del II secolo delle Grotte di Nasik. Più tradizionali sono le quattro colonne, i fusti ottagonali che salgono da basi quadrate a capitelli campanari, sormontati da grandi blocchi di abaco scolpiti con leoni a dorso.
Accanto al Tempio 17 si trova il Tempio 18, la struttura di un tempio chaitya per lo più absidato del VII secolo, di nuovo forse buddista o indù, che è stato ricostruito su una sala precedente. Questo era probabilmente coperto da un tetto in legno e paglia.
Vicino alla Porta settentrionale c'era anche un pilastro Vajrapani. Un tempo si ergeva un altro pilastro di Padmapani e la statua è ora al Victoria and Albert Museum di Londra.

### Pilastro con leone n. 26

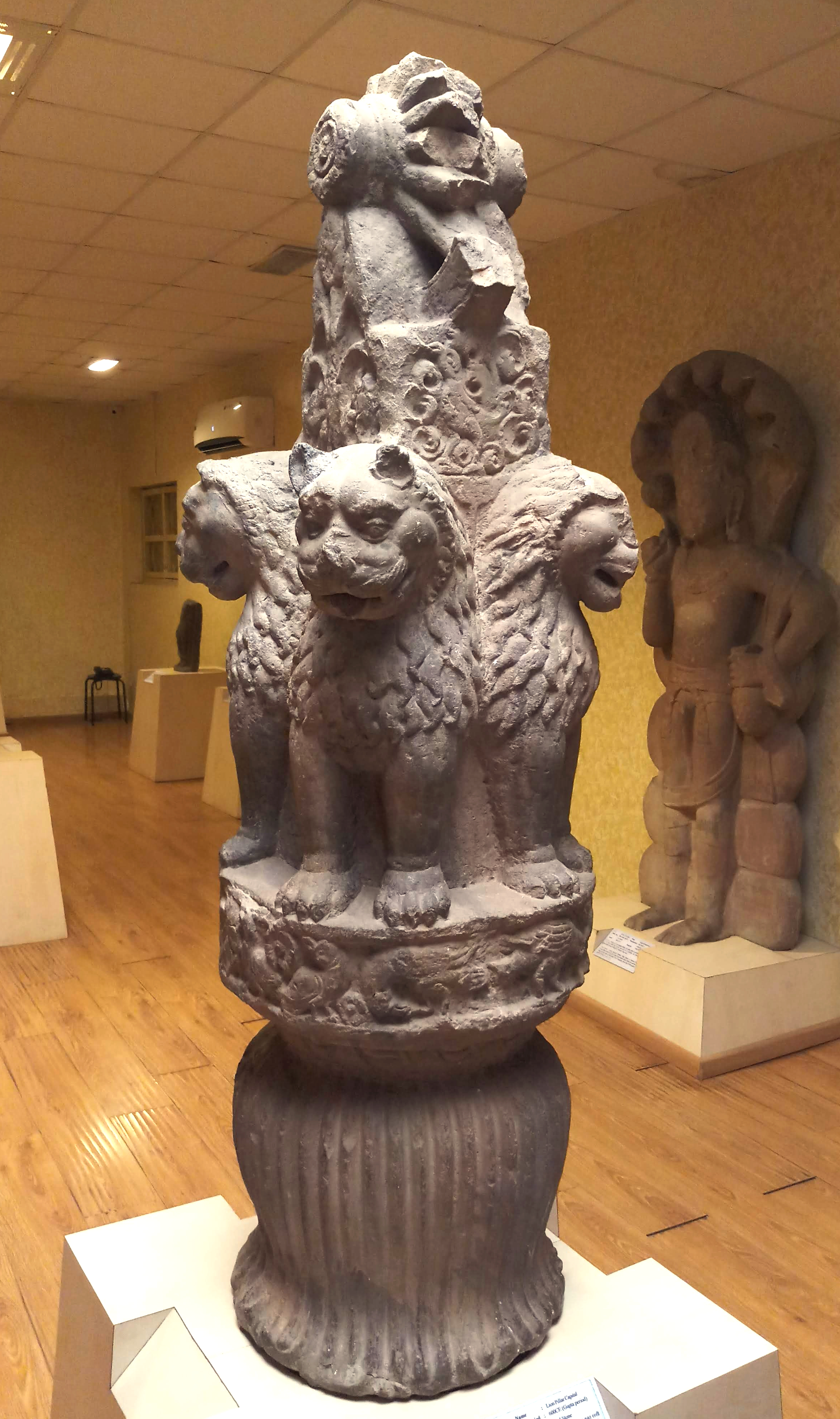
Pilaltro n. 26: uno dei due capitelli con quattro leoni a Sanchi, con leoni, palmeta fiamma e Ruota della legge centrale (asse, raggi e solo parte della circonferenza), inizialmente situato all'ingresso settentrionale del Grande Stupa. Museo archeologico di Sanchi.

Il pilastro n. 26 si trova un po' a nord del pilastro n. 25 di Sunga. Appartiene alla prima età Gupta. A parte il suo design, si distingue dagli altri pilastri del sito per la qualità e il colore insoliti della sua pietra, che è più dura di quella normalmente estratta nella collina di Udayagiri, e di una pallida tonalità camoscio spruzzata e striata di ametista. A Sanchi questa particolare varietà di pietra era utilizzata solo nei monumenti del periodo Gupta. Questo pilastro era alto circa 6,7 metri e composto da due soli pezzi, uno comprendente l'asta circolare e la base quadrata, l'altro il capitello, i leoni e il chakra della corona. Sul lato nord-ovest della sezione più bassa, che è ancora in situ, c'è una breve iscrizione mutilata in caratteri Gupta che ricorda il dono del pilastro da parte di un viharasvamin (maestro di un monastero), figlio di Gotaisimhabala.

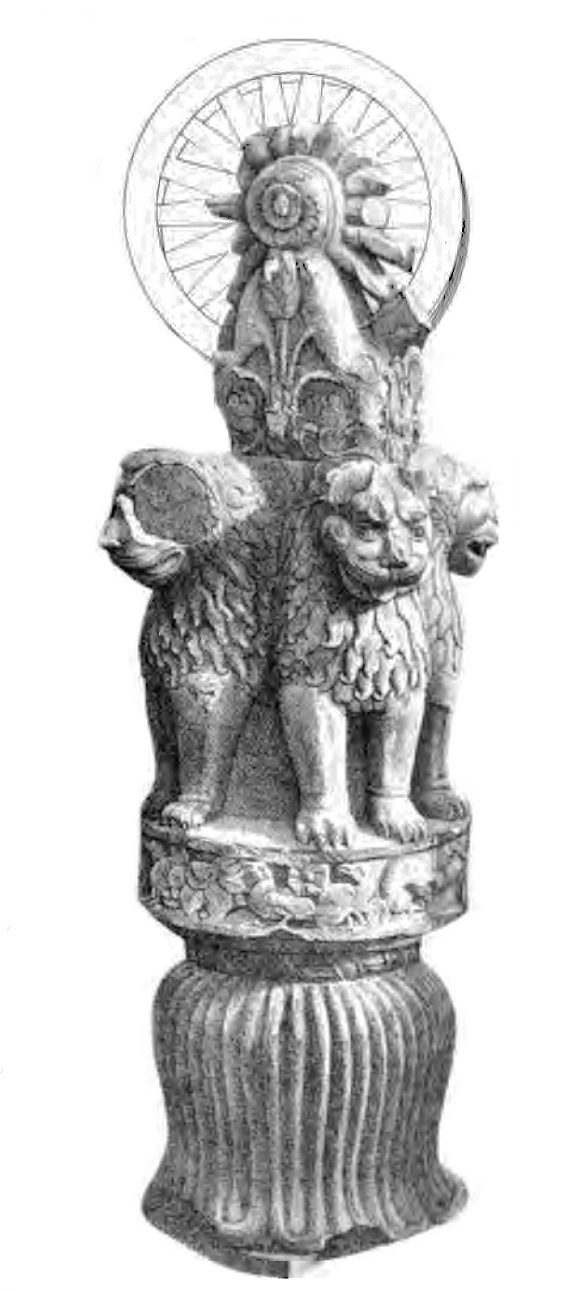
Pilastro n. 26: capitello del pilastro con leone al momento della scoperta, con Dharmachakra ruota (ricostituita). Porta settentrionale.

Come era consuetudine con i pilastri dell'età Gupta, la base quadrata sporgeva sopra il livello del suolo, la proiezione in questo caso essendo di circa 32 cm, ed era racchiuso da una piccola piattaforma quadrata. Il capitello leonino di questo pilastro è una debole imitazione di quello che sormontava il pilastro di Asoka, con l'aggiunta di una ruota alla sommità e con alcune altre variazioni di dettaglio. Ad esempio, la strozzatura del cavo sopra il capitello, è composta da una serie di trefoli legati insieme da un nastro. Inoltre, i rilievi sull'abaco circolare, sono costituiti da uccelli e loti di dimensioni disuguali disposti in modo irregolare, non con la precisione simmetrica della precedente arte indiana. Infine, questi leoni, come quelli sui pilastri della Porta meridionale, sono provvisti di cinque artigli su ciascun piede, e la loro modellazione mostra poco riguardo per la verità e poca abilità artistica.
C'è stata molta confusione sulla datazione di questo pilastro, poiché è stato spesso presentato fin dall'inizio come un pilastro di Ashoka. Lo stesso Marshall descrive il pilastro come il primo Impero Gupta in termini convincenti, sia dal punto di vista del materiale, della tecnica o dell'arte. La divisione fotografica del governo dell'India lo descrive in questa immagine come "Un pilastro Asoka e il suo capitello con leone spezzato vicino all'ingresso sud del Grande Stupa". Anche la British Library online lo descrive come Mauryan del III secolo a.C., sebbene probabilmente incolli il testo originale del XIX secolo, che afferma una data Gupta. Il Museo Archeologico Sanchi gli dà una data del 600 d.C., che la collocherebbe addirittura oltre il periodo Gupta propriamente detto, al tempo della tarda dinastia Gupta.

### Pilastro n. 35

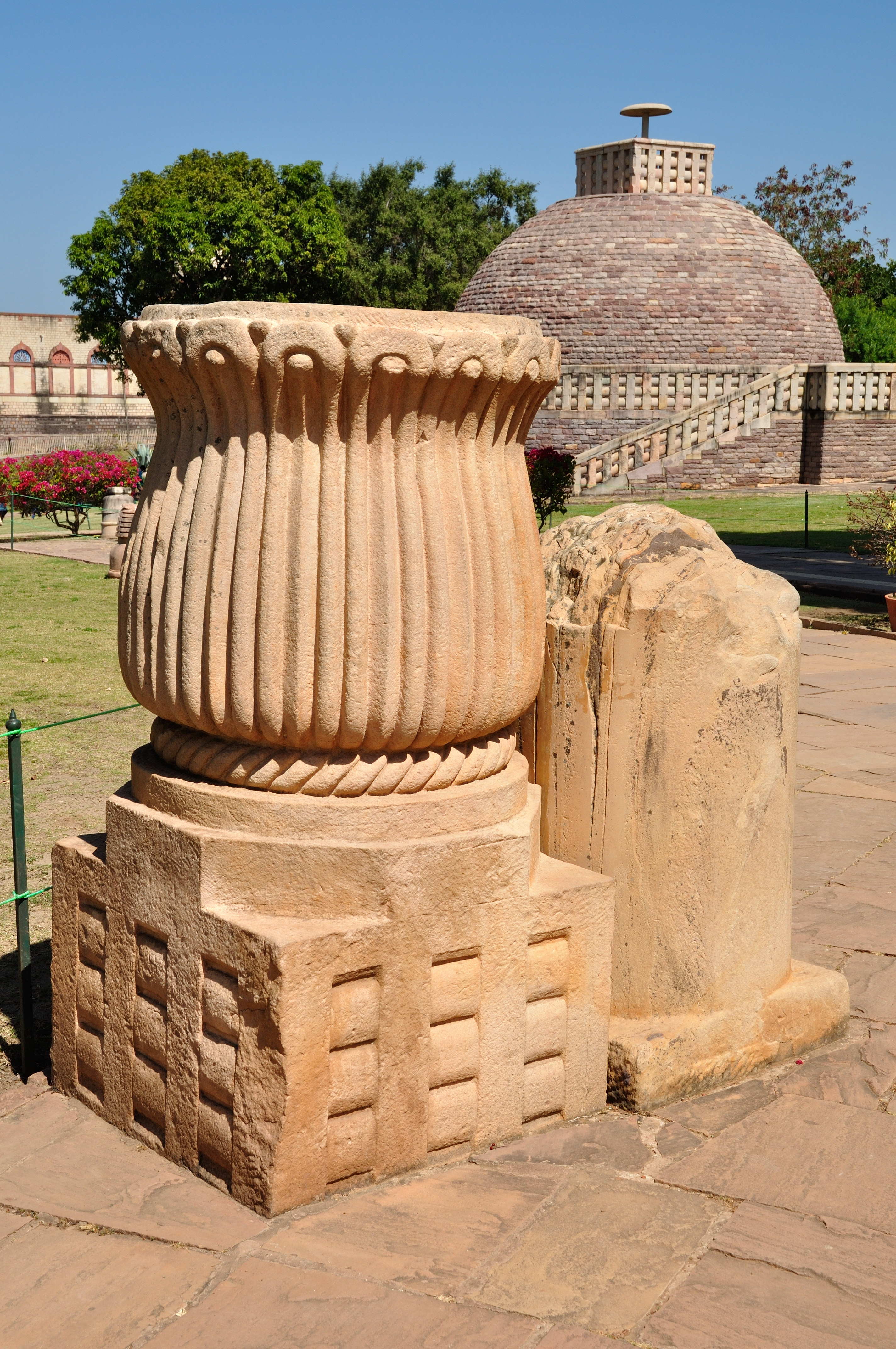
Pilastro n. 35: moncone di colonna (a destra), e capitello con abaco, posizionato capovolto.

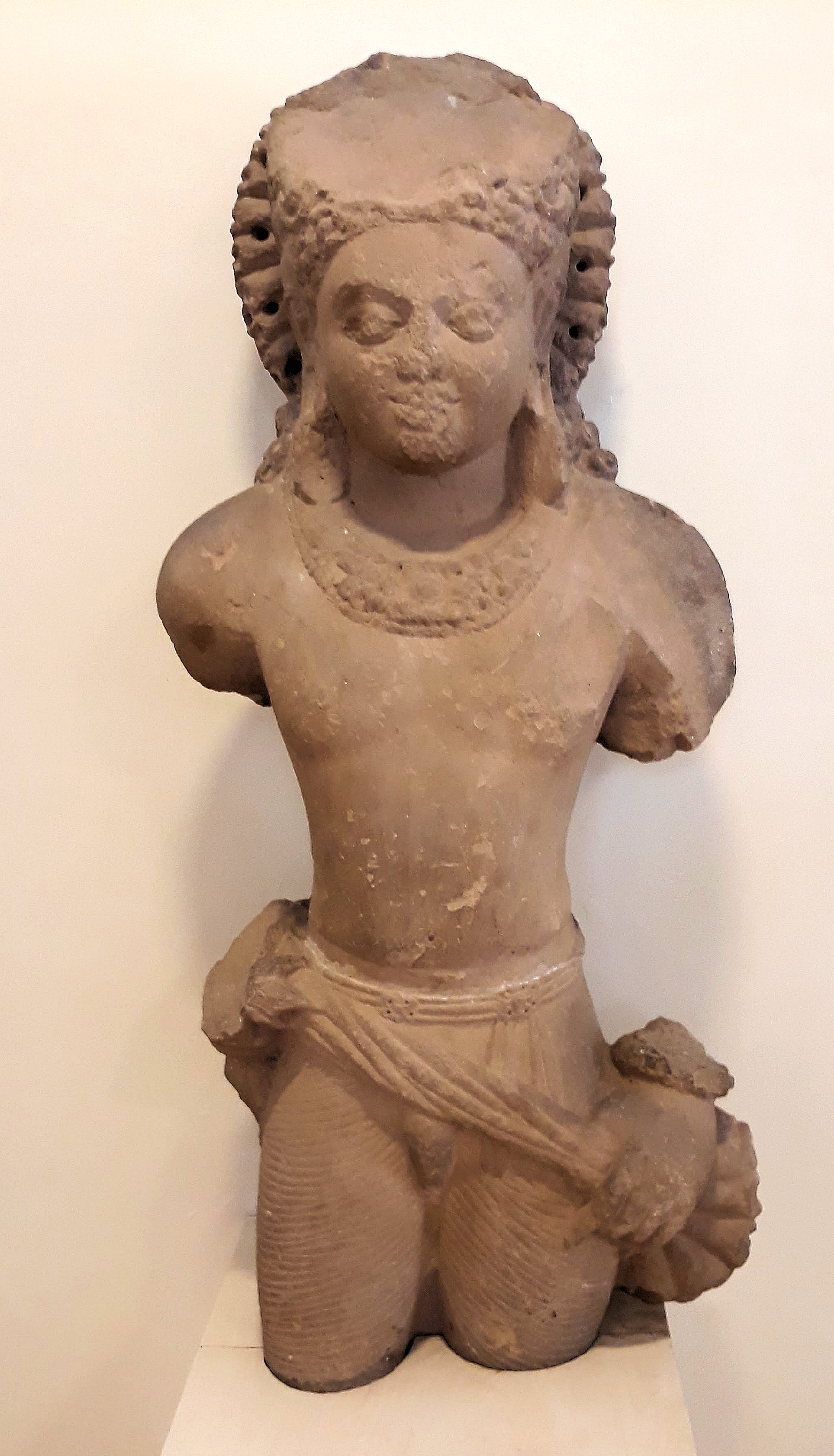
Statua Vajrapani del pilastro n. 35, V secolo. Museo archeologico di Sanchi.

Il massiccio pilastro vicino alla porta settentrionale, numerato 35 nella pianta, fu eretto durante il periodo Gupta. Ogni caratteristica, strutturale, stilistica o tecnica, è tipica della lavorazione Gupta. La maggior parte è stata distrutta, ma il moncone rimane ancora in situ e le fondamenta sono intatte. Anche la forma della piattaforma attorno alla sua base è sufficientemente chiara e il capitello e la statua che si dice avesse sostenuto sono entrambi relativamente ben conservati. Ciò che rimane è lungo 2,7 metri, circolare e liscio, con la base, quadrata e grezza. Nell'età Gupta, era pratica comune mantenere le basi di tali colonne monolitiche quadrate, mentre quelle dell'età Maurya erano invariabilmente circolari. Le colonne del periodo Maurya si distinguono per il loro squisito rivestimento e la superficie molto lucida, ma in questo caso la finitura della pietra non è caratterizzata da una finitura così brillante.
Il capitello persepolitano e l'abaco quadrato ornato da una balaustra a rilievo, sono interi tagliati da un unico blocco di pietra. Così è anche la statua ritrovata adagiata a lato del capitello e che si ritiene appartenesse allo stesso pilastro. Questa statua rappresenta un uomo vestito di un dhoti e adornato con bracciali, orecchini, collana ingioiellata e copricapo. I capelli ricadono in riccioli sulle spalle e sulla schiena, e sotto di essi nella parte posteriore cadono le estremità di due nastri. Si pensa che la statua rappresenti Vajrapani. L'attribuzione a Vajrapani è indicata dal mozzicone di un fulmine vajra nella mano destra e da un'aureola di 24 raggi. La dedica del pilastro Vajrapani è menzionata anche in un'iscrizione del V secolo.
Una caratteristica interessante dell'immagine è l'aureola perforata da dodici piccoli fori disposti uniformemente lungo il bordo. Evidentemente l'aureola è troppo piccola in proporzione alle dimensioni della statua, e questi fori erano senza dubbio destinati all'attacco dei raggi esterni, che erano probabilmente realizzati in rame dorato, il resto della statua stessa essendo forse dipinto o dorato. Questa statua si trovava sulla sommità del pilastro, ed è un'opera del periodo Gupta. La statua è attualmente nel Museo Archeologico Sanchi ed è attribuita al V secolo.
| Resti del periodo Gupta |
| - Statua di Buddha seduto (tempio Gupta). - Statua di Buddha (Grande Stupa). - Buddha seduto (Grande Stupa). - Statua di Padmapani (V o IX secolo) Victoria and Albert Museum. - Pilastro n. 34 con leone. - Capitello del pilastro 34 con leone alato (perduto). |

Dopo la sconfitta dei Gupta ad opera degli Alchon Hun, e con il declino del buddismo in India, la creazione artistica buddhista a Sanchi rallentò.

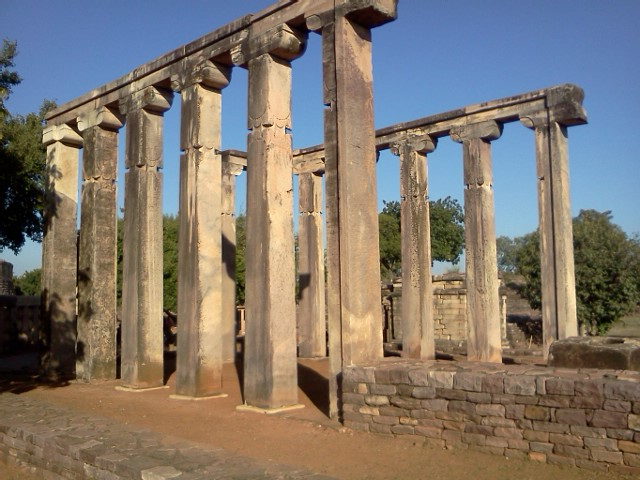
Tempio 18 a Sanchi, sala absidale con fondazione Maurya, ricostruita al tempo di Harsha (VII secolo).

Il Tempio 45 fu l'ultimo tempio buddista costruito tra la metà e la fine del IX secolo. Un altro elemento da notare è che a quel tempo i monumenti erano racchiusi entro un muro.
Con il declino del buddismo in India, i monumenti di Sanchi andarono in disuso e caddero in uno stato di abbandono. Nel 1818, il generale Taylor della cavalleria del Bengala fece una visita a Sanchi. A quel tempo i monumenti erano ancora in condizioni relativamente buone. Sebbene la giungla avesse invaso il complesso, molte delle porte erano ancora in piedi e Sanchi, essendo situato su una collina, era sfuggito all'assalto dei conquistatori musulmani che avevano distrutto la vicina città di Vidisha (Bhilsa) a soli 8 chilometri di distanza.

## Sanchi e l'arte greco-buddista del Gandhara
Sebbene i primi artigiani per i rilievi in pietra a Sanchi sembrino provenire da Gandhara, con i primi rilievi scolpiti a Sanchi nello Stupa n.2 intorno al 115 a.C., l'arte di Sanchi si sviluppò considerevolmente nel I secolo a.C. si pensa che avesse preceduto la fioritura dell'arte greco-buddista del Gandhara, che continuò a fiorire fino al IV secolo circa. L'arte di Sanchi è quindi considerata come l'antenata delle forme didattiche dell'arte buddista che sarebbero seguite, come l'arte del Gandhara. È anche, con Bharhut, la più antica.
Poiché i rilievi buddisti didattici sono stati adottati da Gandhara, il contenuto si è evoluto in qualche modo insieme all'emergere del buddismo Mahayana, una comprensione più teistica del buddismo. Innanzitutto, sebbene molti dei temi artistici siano rimasti gli stessi (come il sogno di Maya, La grande partenza, gli attacchi di Mara...), molte delle storie delle vite precedenti del Buddha sono state sostituite dalle storie ancora più numerose sui Bodhisattva del pantheon Mahayana. In secondo luogo, un'altra importante differenza è il trattamento dell'immagine del Buddha: mentre l'arte di Sanchi, per quanto dettagliata e sofisticata, è aniconica, l'arte del Gandhara ha aggiunto illustrazioni del Buddha come un uomo che indossa abiti in stile greco che giocano un ruolo centrale nei suoi rilievi didattici.
La presenza di greci a o vicino a Sanchi all'epoca è nota (l'ambasciatore indo-greco Eliodoro a Vidisha intorno al 100 a.C., gli stranieri simili ai greci illustrati a Sanchi che adoravano il Grande Stupa, o i devoti greci "Yavana" che avevano iscrizioni dedicatorie fatte a Sanchi), ma dettagli più precisi sugli scambi o sulle possibili vie di trasmissione sono sfuggenti.
| Sanchi e l'arte greco-buddista del Gandhara    |                                         |                                                          |                                              |                                              |                                              |
|                                                | Sogno di Maya                           | La grande partenza                                       | Attacco di Mara                              | Illuminazione                                | La predicazione di Buddha                    |
| Sanchi (I secolo a.C.)                         | Il sogno di Maya di un elefante bianco. | Il Buddha, sotto l'ombrello sul carro, non è illustrato. | Il Buddha è simboleggiato da un trono vuoto. | Il Buddha è simboleggiato da un trono vuoto. | Il Buddha è simboleggiato da un trono vuoto. |
| Arte greco-buddhista di Gandhara (I-IV secolo) | Illustrazione molto simile al Gandhara. | Il Buddha in persona lascia la città.                    | Il Buddha è illustrato centralmente.         | Il Buddha è illustrato centralmente.         | Il Buddha è illustrato centralmente.         |

## Riscoperta occidentale

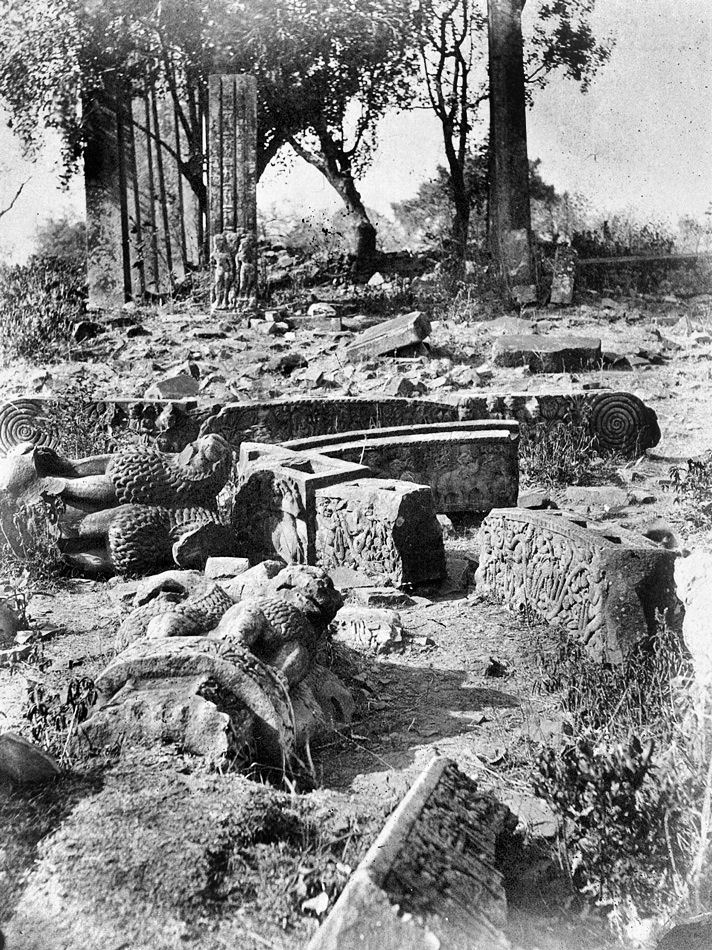
Rovine della Porta meridionale, Sanchi nel 1875

Il generale Henry Taylor (1784–1876) che fu un ufficiale britannico nella Terza Guerra Maratha del 1817–1819, fu il primo storico occidentale noto a documentare nel 1818 (in inglese) l'esistenza degli stupa di Sanchi. Il sito era in uno stato di totale abbandono. Il Grande Stupa fu goffamente violato da Sir Herbert Maddock nel 1822, sebbene non fu in grado di raggiungere il centro, e quindi lo abbandonò.   Alexander Cunningham e Frederick Charles Maisey fecero la prima indagine formale e scavi a Sanchi e negli stupa circostanti della regione nel 1851. Archeologi dilettanti e cacciatori di tesori devastarono il sito fino al 1881, quando iniziarono i lavori di restauro. Tra il 1912 e il 1919 le strutture furono riportate alle condizioni attuali sotto la supervisione di Sir John Marshall.
Gli europei del XIX secolo erano molto interessati allo Stupa, originariamente costruito da Ashoka. I francesi chiesero il permesso a Shahjehan Begum di portare via la porta orientale che era abbastanza ben conservata, in un museo in Francia. Anche gli inglesi, che si erano stabiliti in India, principalmente come forza politica, erano interessati a portarlo in Inghilterra in un museo. Si accontentarono di copie in gesso preparate con cura e l'originale rimase nel sito, parte dello stato di Bhopal. Il governo di Bhopal, Shahjehan Begum e il suo successore, il sultano Jehan Begum, fornirono denaro per la conservazione dell'antico sito. John Marshall, direttore generale dell'Indagine archeologica dell'India dal 1902 al 1928, riconobbe il suo contributo dedicando i suoi importanti volumi su Sanchi al sultano Jehan. Aveva finanziato la costruzione del museo. Essendo uno dei primi e più importanti pezzi architettonici e culturali buddisti, ha drasticamente trasformato la comprensione dell'India primitiva rispetto al buddismo. Ora è un meraviglioso esempio del sito archeologico accuratamente conservato dall'Archeological Survey of India. Il posto dello Stupa Sanchi, nella storia e nella cultura indiana, può essere valutato dal fatto che la Reserve Bank of India ha introdotto nuove banconote da 200 rupie indiane con lo stupa Sanchi nel 2017.
Poiché Sanchi è rimasto pressoché intatto, solo pochi manufatti di Sanchi si possono trovare nei musei occidentali: ad esempio, la statua Gupta di Padmapani è al Victoria and Albert Museum di Londra e uno degli Yashini si trova al British Museum.
Oggi sulla collina di Sanchi rimangono una cinquantina di monumenti, tra cui tre stupa principali e diversi templi. I monumenti sono stati elencati tra gli altri monumenti famosi nei siti del patrimonio mondiale dell'UNESCO dal 1989.
I rilievi di Sanchi, in particolare quelli raffiguranti le città indiane, sono stati importanti nel tentativo di immaginare come fossero le antiche città indiane. Molte simulazioni moderne sono basate sulle illustrazioni urbane di Sanchi.

## Chetiyagiri Vihara e le sacre reliquie

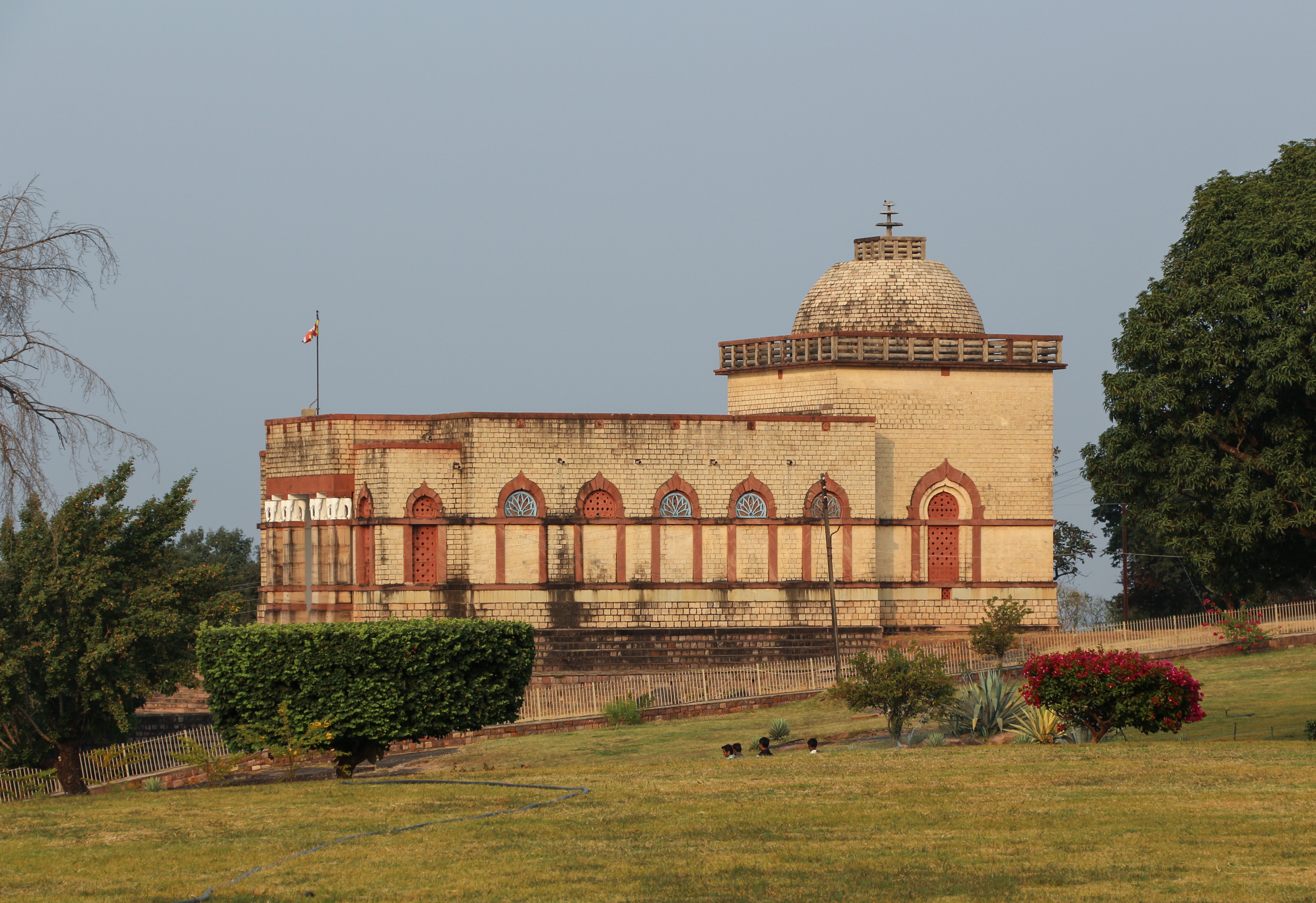
Chetiyagiri Vihara

Le reliquie ossee (asthi avashesh) dei maestri buddisti insieme ai reliquiari, ottenuti da Maisey e Cunningham, furono divise e da loro portate in Inghilterra come trofei personali. La famiglia di Maisey vendette gli oggetti al Victoria and Albert Museum dove rimasero a lungo. I buddisti in Inghilterra, Sri Lanka e India, guidati dalla Mahabodhi Society, chiesero che fossero restituiti. Alcune delle reliquie di Sariputta e Moggallana furono rimandate in Sri Lanka, dove furono esposte pubblicamente nel 1947. Fu un evento così grandioso in cui l'intera popolazione dello Sri Lanka andò a vederli. Tuttavia, sono stati successivamente restituiti all'India. Ma un nuovo tempio Chetiyagiri Vihara fu costruito per ospitare le reliquie, nel 1952. In senso nazionalistico, questo segnò il ripristino formale della tradizione buddista in India. Alcune delle reliquie sono state ottenute dalla Birmania.

## Iscrizioni

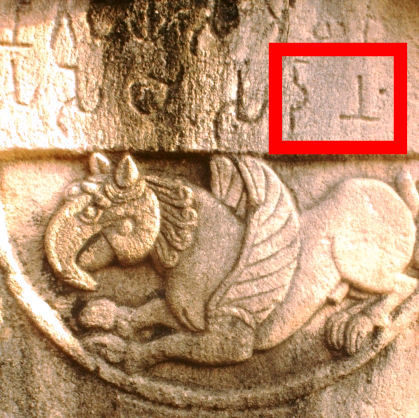
Le ultime due lettere a destra di questa iscrizione in Brahmi formano la parola "dǎnam" (donazione). Questa ipotesi ha permesso la decifrazione della scrittura Brahmi da parte di James Prinsep nel 1837.

Sanchi, in particolare lo Stupa n. 1, ha un gran numero di iscrizioni Brahmi. Sebbene la maggior parte di esse siano piccole e menzionino donazioni, sono di grande importanza storica. James Prinsep nel 1837, notò che la maggior parte di essi terminava con gli stessi due personaggi Brahmi. Princep li prese come "danam" (donazione), che permise la decifrazione della scrittura Brahmi.
Un'analisi dei registri delle donazioni mostra che mentre una grande frazione dei donatori era locale (senza alcuna città specificata), un certo numero di loro proveniva da Ujjain, Vidisha, Kurara, Nadinagar, Mahisati, Kurghara, Bhogavadhan e Kamdagigam. Tre iscrizioni sono note da donatori Yavana (Indo-Greci) a Sanchi, la più chiara delle quali recita " Setapathiyasa Yonasa danam " ("Dono della Yona di Setapatha"), Setapatha è una città incerta.